# 中之島 (大阪府)
中之島（なかのしま）は、大阪府大阪市北区にある堂島川と土佐堀川に挟まれた中洲および町名。東西に細長く、長さは3 km、幅は最大で300 m、面積72.6 ha。
現行行政地名は中之島一丁目から中之島六丁目。

## 概要
北側の堂島・堂島浜、南側の中央区北浜（北船場）とともに、中之島は伝統的な大阪のビジネス街・中心業務地区 (CBD) であり、大阪の都心部にあたる。大阪市役所や日本銀行大阪支店などの重要な公的機関も所在する。東西に細長いため、単に中之島と言っても場所を特定しにくいこともあり、堂島川および土佐堀川に架かる橋名、橋名由来の駅名、旧町名などもよく用いられる。例えば御堂筋沿いの淀屋橋駅の北側のエリアは南側の中央区北浜などとともに淀屋橋と呼ばれることが多い。
土佐堀川に架かるアーチ型の淀屋橋（橋梁）をはじめ、日本銀行、大阪府立中之島図書館、大阪市中央公会堂の建物など、太平洋戦争前からの歴史的建造物が立ち並び、景観についても条例などによって規制され、維持されている。「大阪の迎賓館」とも呼ばれるリーガロイヤルホテル本店や、関西経済連合会も中之島の西側に位置している。官公署が多い東部に比べて西部の開発が遅れていたが、近年大阪大学と大阪大学医学部附属病院の跡地を開発して誕生したほたるまちをはじめ、大阪府立国際会議場や大阪市立科学館、大阪府立中之島図書館、国立国際美術館、こども本の森 中之島、大阪中之島美術館（2022年開館）などが立地する大阪の文化・芸術拠点となりつつある。2008年（平成20年）に、京阪中之島線が開通したことでアクセスも多少改善され、周辺の再開発も活発になっている。
中之島の東側に位置する中之島公園は、都心部の貴重な公園となっており、バラ園が有名。またイベントも数多く行われており、中之島まつりやOSAKA光のルネサンスは毎年開催される。
旧ダイビルを解体した跡地に出来たダイビル本館、中之島ダイビルをはじめ、新朝日ビルディングとフェスティバルホールを建替えた中之島フェスティバルタワー（朝日新聞大阪本社ビル）は竣工済み、大阪朝日ビルと朝日新聞ビルも解体され、中之島フェスティバルタワー・ウエスト（ヒルトン系列のコンラッド大阪）へ建て替えられた。このほか、住友不動産による住友中之島ビルの超高層ビルへの建て替え、京阪電鉄と大林組による外資系ホテルを誘致しての複合高層ビル（中之島四丁目再開発）も計画されている。
現在、玉江橋（なにわ筋）より堂島大橋（あみだ池筋）間の堂島川左岸約400メートルの堤防上等に、水上カフェをはじめとする飲食・物販店が集まった「中之島バンクス」を整備中である。

## 歴史

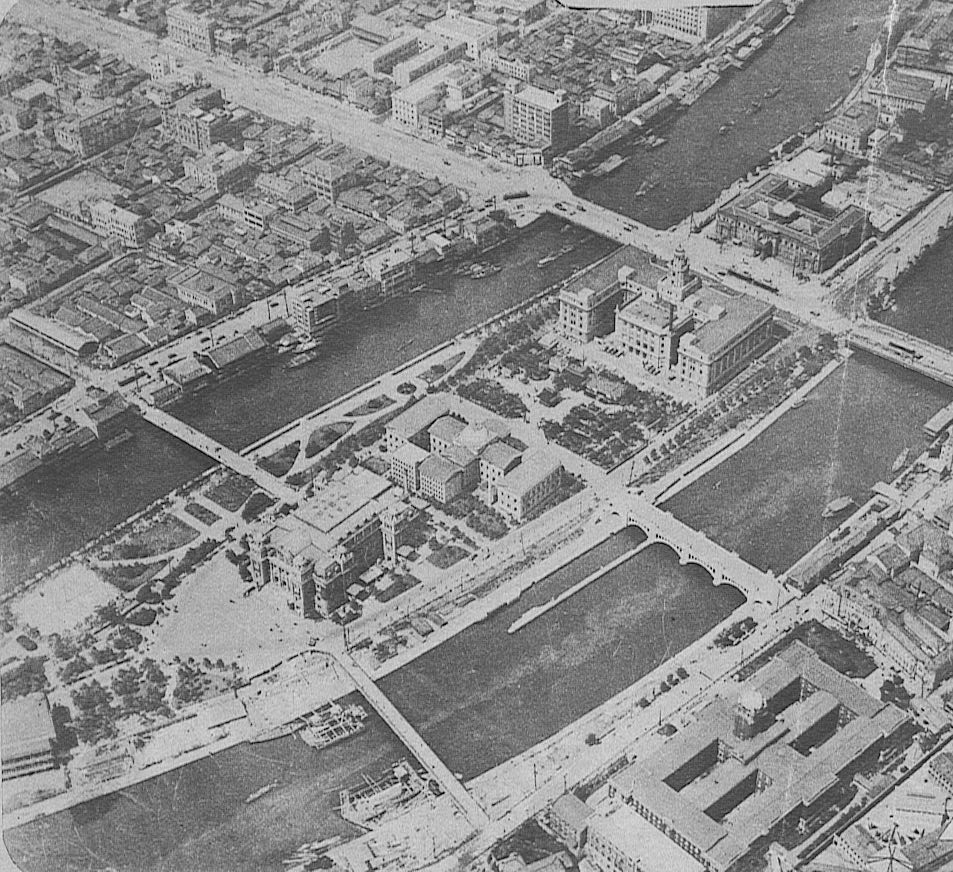
1930年代の中之島

中之島の開発は大坂の陣後、大坂屈指の豪商である淀屋（淀屋常安）によって1615年（元和元年）に始まった。
淀川（現：旧淀川）本流の中洲であることに加えて、大阪湾から遡上する二大航路の安治川と木津川の分岐点でもある中之島には諸藩の蔵屋敷が集中し、全国各地の物資が集まる「天下の台所」大坂の中枢を担った。米市は淀屋橋の南詰の路上で行われていたが、1697年（元禄10年）に堂島川を挟んだ堂島へ移り、1730年に米の中央市場である堂島米市場が設置された。この堂島米市場は世界初の先物取引市場と言われている。
明治になると、諸藩の蔵屋敷は払い下げられた。
1885年（明治18年）7月、淀川大洪水の際には、中之島も軒先まで浸水する被害を受けた。
その後は、大坂の商業やビジネスの中心としての役割だけでなく、国の重要文化財の大阪府立中之島図書館や大阪市中央公会堂（中之島公会堂）等の文化施設や大阪帝国大学（現：大阪大学）をはじめとする学校や病院が市民の寄付などで建設され、近代商都大阪においては情報と文化の発信地となった。

### 町名の変遷
近世の町名は、中之島上之鼻・上中之島町・肥後島町・築島町・久保島町・白子島町・西信町（さいしんまち）・常安町（じょうあんちょう）・塩屋六左衛門町・湊橋町・宗是町（そうぜちょう）・本五分一町（もとごぶいちちょう）・常安裏町（じょうあんうらまち）・治郎兵衛町・小倉屋仁兵衛町（こくらやにへいちょう）・庄村新四郎町となっていた。
1870年に中之島上之鼻を上中之島町に編入。1872年に中之島1 - 7丁目・宗是町・常安町・玉江町1 - 2丁目に改編。1978年に中之島1 - 6丁目の現行行政地名を実施し、中洲の全域が中之島の町名に統一された。

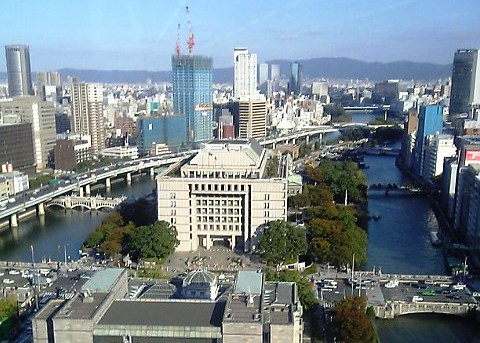
中央が大阪市役所、手前が 日本銀行大阪支店、中之島セントラルタワーより東側を望む

## 世帯数と人口
2019年（平成31年）3月31日現在の世帯数と人口は以下の通りである。
| 丁目                 | 世帯数    | 人口    |
| -------------------- | --------- | ------- |
| 中之島一丁目・二丁目 | 0世帯     | 0人     |
| 中之島三丁目         | 174世帯   | 297人   |
| 中之島四丁目         | 367世帯   | 648人   |
| 中之島五丁目         | 84世帯    | 126人   |
| 中之島六丁目         | 722世帯   | 1,373人 |
| 計                   | 1,347世帯 | 2,444人 |

### 人口の変遷
国勢調査による人口の推移。
| 1995年（平成7年）  | 355人   | [ 6 ]  |  |
| 2000年（平成12年） | 464人   | [ 7 ]  |  |
| 2005年（平成17年） | 751人   | [ 8 ]  |  |
| 2010年（平成22年） | 1,316人 | [ 9 ]  |  |
| 2015年（平成27年） | 1,288人 | [ 10 ] |  |

### 世帯数の変遷
国勢調査による世帯数の推移。
| 1995年（平成7年）  | 226世帯 | [ 6 ]  |  |
| 2000年（平成12年） | 283世帯 | [ 7 ]  |  |
| 2005年（平成17年） | 484世帯 | [ 8 ]  |  |
| 2010年（平成22年） | 829世帯 | [ 9 ]  |  |
| 2015年（平成27年） | 743世帯 | [ 10 ] |  |

## 学区
市立小・中学校に通う場合、学区は以下の通りとなる。北区内の全ての市立中学校と、大阪市内の小中一貫校が対象で学校選択が可能（抽選を実施）。
| 丁目         | 番   | 小学校                                          | 中学校                                          |
| ------------ | ---- | ----------------------------------------------- | ----------------------------------------------- |
| 中之島一丁目 | 全域 | 大阪市立扇町小学校 大阪市立中之島小学校・中学校 | 大阪市立天満中学校 大阪市立中之島小学校・中学校 |
| 中之島二丁目 | 全域 | 大阪市立扇町小学校 大阪市立中之島小学校・中学校 | 大阪市立天満中学校 大阪市立中之島小学校・中学校 |
| 中之島三丁目 | 全域 | 大阪市立扇町小学校 大阪市立中之島小学校・中学校 | 大阪市立天満中学校 大阪市立中之島小学校・中学校 |
| 中之島四丁目 | 全域 | 大阪市立扇町小学校 大阪市立中之島小学校・中学校 | 大阪市立天満中学校 大阪市立中之島小学校・中学校 |
| 中之島五丁目 | 全域 | 大阪市立扇町小学校 大阪市立中之島小学校・中学校 | 大阪市立天満中学校 大阪市立中之島小学校・中学校 |
| 中之島六丁目 | 全域 | 大阪市立扇町小学校 大阪市立中之島小学校・中学校 | 大阪市立天満中学校 大阪市立中之島小学校・中学校 |

都心回帰と大型マンションの林立で都心部の児童が増え、かつて児童が減少していた都心部の小中学校で再び教室不足が起こり始めていることから、2018年には大阪市は中之島西部に扇町小学校および西区の西船場小学校の児童の一部を受け入れる小中一貫校の新設構想を始めた。2020年7月に大阪市は中之島六丁目に小中一貫校を建設し、2024年度の開校を目指すとしている。

## 事業所
2016年（平成28年）現在の経済センサス調査による事業所数と従業員数は以下の通りである。
| 丁目         | 事業所数  | 従業員数 |
| ------------ | --------- | -------- |
| 中之島一丁目 | 13事業所  | 121人    |
| 中之島二丁目 | 323事業所 | 15,951人 |
| 中之島三丁目 | 334事業所 | 17,330人 |
| 中之島四丁目 | 52事業所  | 597人    |
| 中之島五丁目 | 103事業所 | 3,562人  |
| 中之島六丁目 | 103事業所 | 4,069人  |
| 計           | 928事業所 | 41,630人 |

## 交通

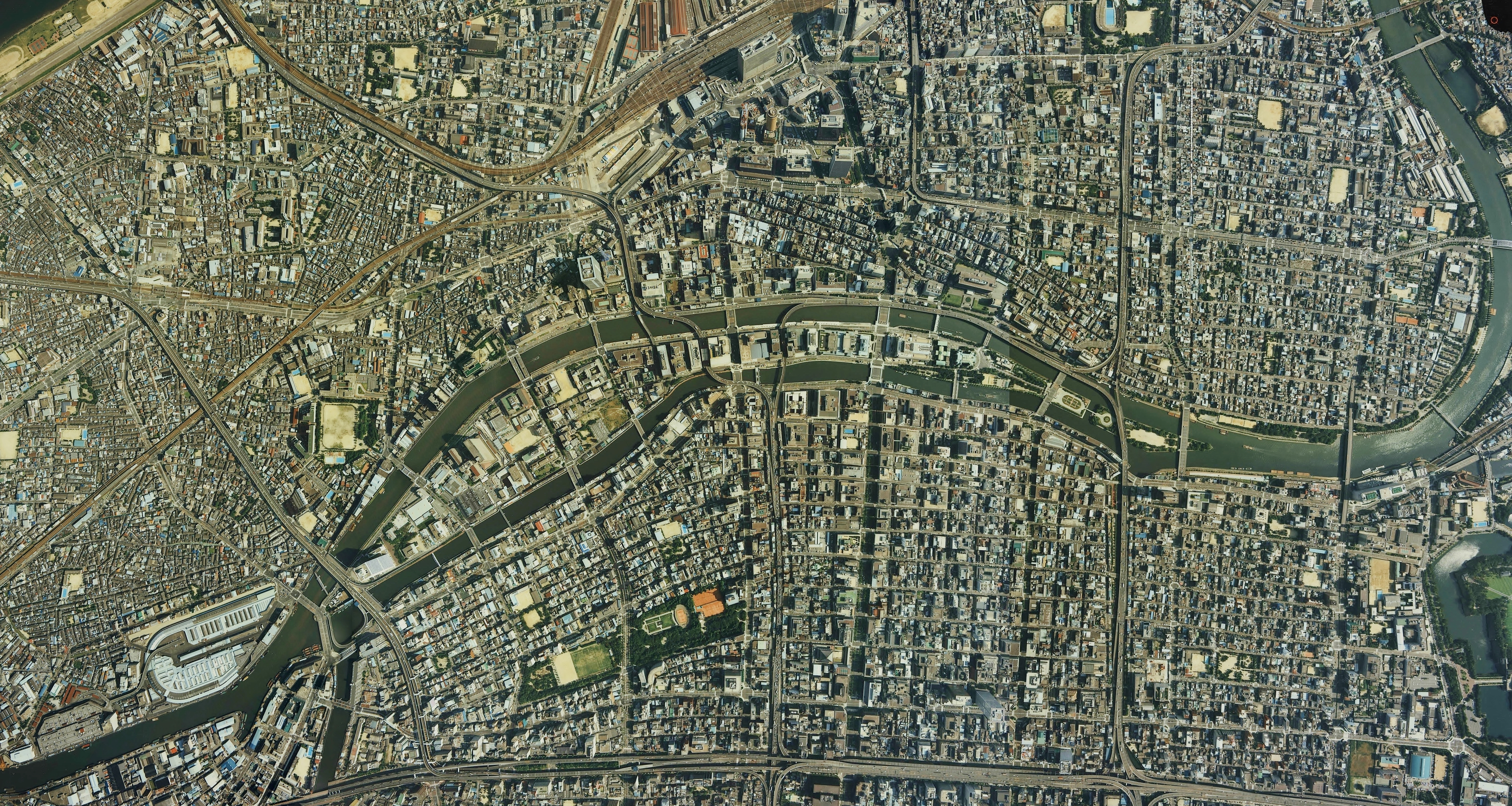
中之島および周辺の空中写真。1985年撮影の3枚を合成作成。
。

### 鉄道
2008年（平成20年）10月19日に京阪中之島線が開業した。同線にはなにわ橋駅、大江橋駅、渡辺橋駅、中之島駅の4駅が設置されている。加えて、中之島への通勤客や利用客などは土佐堀川をはさんで位置する地下鉄の3駅や、梅田周辺からドーチカ（ドージマ地下センター）を通って徒歩で利用することも多い。
- 北浜駅 - 京阪本線、地下鉄堺筋線
- 淀屋橋駅 - 京阪本線、地下鉄御堂筋線
- 肥後橋駅 - 地下鉄四つ橋線（4号出口が中之島内にある）
- なにわ橋駅 - 京阪中之島線
- 大江橋駅 - 京阪中之島線
- 渡辺橋駅 - 京阪中之島線
- 中之島駅 - 京阪中之島線

### バス
中之島には、大阪シティバスの53号系統および2008年（平成20年）11月から営業を開始した北港観光バスの中之島ループバスの2系統が運行されている。
どちらも淀屋橋駅周辺から中之島駅周辺までの運行経路である。

### 遊歩道・自転車道
中之島の河川沿いを一周する形で中之島遊歩道（中之島歩行者専用道）が設けられている。また、大阪市役所前を基点として吹田市の万博記念公園まで自転車専用道の北大阪サイクルラインが設けられている。大阪市役所南側の歩道にはみおつくしプロムナードという愛称がついていて、OSAKA光のルネサンスでは「中之島イルミネーションストリート」となる。

## 中之島の範囲
基本的に中之島といえば、島部分（北区中之島一丁目 - 同六丁目）のみを指す。
ただし、西区の肥後橋駅前にあるビジネスホテル「リーガ中之島イン」や福島区福島一丁目の中之島合同庁舎、中央区の専門学校中の島美術学院など、中之島の対岸にあたる北区や中央区、西区、福島区の一部には、「中之島」と称する施設やビル、マンションが存在する。

## 中之島に架かる橋

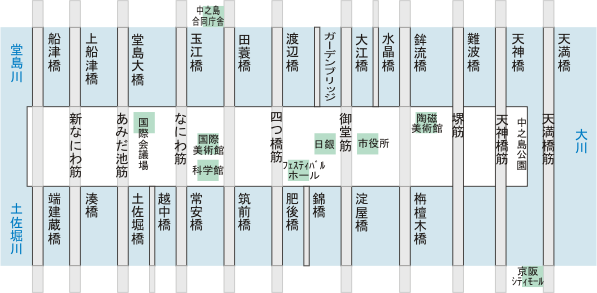

| 河川             | 橋梁名称                              | 橋長                          | 幅員                         | 形式           | 竣工年                                             | 備考   |
| ---------------- | ------------------------------------- | ----------------------------- | ---------------------------- | -------------- | -------------------------------------------------- | ------ |
| (上流) 大川      | 天満橋                                | 151.0 m                       | 上流側 9.5 m 下流側 9.5 m    | 桁橋           | 1935年（昭和10年）                                 | [ 15 ] |
| 堂島川・土佐堀川 | 天神橋                                | 210.7 m                       | 22.0 m                       | アーチ橋       | 1934年（昭和9年）                                  | [ 16 ] |
| 堂島川・土佐堀川 | 難波橋                                | 189.65 m                      | 21.80 m                      | 桁橋・アーチ橋 | 1975年（昭和50年）                                 | [ 17 ] |
| 中之島公園内     | ばらぞの橋（歩行者専用）              | 31.5 m                        | 4.0 m                        | アーチ橋       | 1990年（平成2年）                                  | [ 18 ] |
| 堂島川           | 鉾流橋                                | 98.04 m                       | 12.50 m                      | 桁橋           | 1929年（昭和4年）                                  | [ 19 ] |
| 土佐堀川         | 栴檀木橋                              | 86.37 m                       | 15.0 m                       | 桁橋           | 1985年（昭和60年）                                 | [ 20 ] |
| 堂島川           | 水晶橋（歩行者専用）                  | 72.33 m                       | 9.09 m                       | アーチ橋       | 1929年（昭和4年）                                  | [ 21 ] |
| 堂島川           | 大江橋                                | 81.5 m                        | 37.0 m                       | アーチ橋       | 1935年（昭和10年）                                 | [ 22 ] |
| 土佐堀川         | 淀屋橋                                | 54.5 m                        | 37.0 m                       | アーチ橋       | 1935年（昭和10年）                                 | [ 22 ] |
| 堂島川           | 中之島ガーデンブリッジ （歩行者専用） | 77.5 m                        | 20.0 m                       | 桁橋           | 1990年（平成2年）                                  | [ 23 ] |
| 土佐堀川         | 錦橋（歩行者専用）                    | 55.12 m                       | 10.55 m                      | アーチ橋       | 1931年（昭和6年）                                  | [ 24 ] |
| 堂島川           | 渡辺橋                                | 79.00 m                       | 29.00 m                      | 桁橋           | 1966年（昭和41年）                                 | [ 25 ] |
| 土佐堀川         | 肥後橋                                | 44.70 m                       | 29.00 m                      | 桁橋           | 1966年（昭和41年）                                 | [ 26 ] |
| 堂島川           | 田蓑橋                                | 82.3 m                        | 14.7 m                       | 桁橋           | 1964年（昭和39年）                                 | [ 27 ] |
| 土佐堀川         | 筑前橋                                | 69.0 m                        | 14.6 m                       | 桁橋           | 1932年（昭和7年）                                  | [ 28 ] |
| 堂島川           | 玉江橋                                | 上流側 76.98 m 下流側 78.76 m | 上流側 13.0 m 下流側 12.25 m | 桁橋           | 上流側 1929年（昭和4年） 下流側 1969年（昭和44年） | [ 29 ] |
| 土佐堀川         | 常安橋                                | 上流側69.90 m 下流側69.90 m   | 上流側12.25 m 下流側12.25 m  | 桁橋           | 上流側 1929年（昭和4年） 下流側 1969年（昭和44年） | [ 30 ] |
| 土佐堀川         | 越中橋（歩行者専用）                  | 71.02 m                       | 3.8 m                        | 桁橋           | 1929年（昭和4年）                                  | [ 31 ] |
| 堂島川           | 堂島大橋                              | 76.15 m                       | 22.70 m                      | アーチ橋       | 1927年（昭和2年）                                  | [ 32 ] |
| 土佐堀川         | 土佐堀橋                              | 58.5 m                        | 22.0 m                       | 桁橋           | 1969年（昭和44年）                                 | [ 33 ] |
| 堂島川           | 上船津橋                              | 78.0 m                        | 17.35 m                      | 桁橋           | 1982年（昭和57年）                                 | [ 34 ] |
| 土佐堀川         | 湊橋                                  | 84.50 m                       | 17.35 m                      | 桁橋           | 1982年（昭和57年）                                 | [ 35 ] |
| 堂島川           | 船津橋                                | 76.5 m                        | 24.0 m                       | 桁橋           | 1963年（昭和38年）                                 | [ 36 ] |
| 土佐堀川         | 端建蔵橋                              | 111.95 m                      | 24.00 m                      | 桁橋           | 1921年（大正10年）                                 | [ 37 ] |
| （下流）木津川   | 昭和橋                                | 82.8 m                        | 25.5 m                       | アーチ橋       | 1932年（昭和7年）                                  | [ 38 ] |
| （下流）安治川   | 国道43号安治川橋                      |                               |                              |                | 1966年（昭和41年）                                 | [ 39 ] |

※阪神高速道路の橋梁、水管橋除く

## 地域

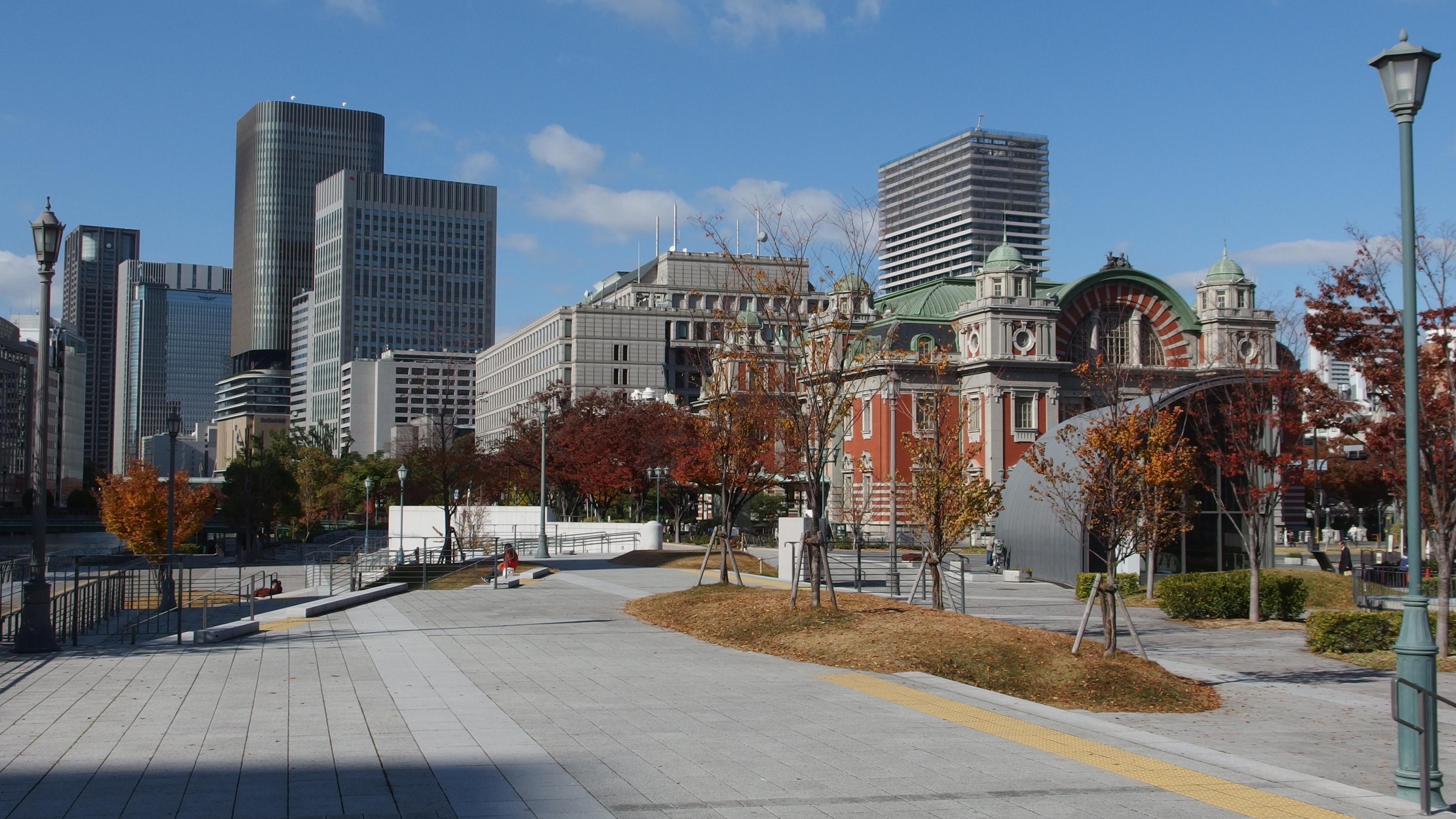
大阪市中央公会堂と超高層ビル群

### 主要施設
中之島一丁目
- 京阪なにわ橋駅
- 中之島公園
- 大阪市立東洋陶磁美術館
- 関市長顕彰碑
- 大阪市中央公会堂（国の重要文化財）
- 大阪府立中之島図書館（国の重要文化財）
  - 関西大学中之島センター
  - 神戸大学大阪経営教育センター
- 大阪市庁舎（大阪市役所）
- 御堂筋
- こども本の森 中之島[40]
- 三好達治文学碑

中之島二丁目
- 京阪大江橋駅
- 日本銀行大阪支店
- 大阪中之島ビル（旧・ニチメンビルディング）
  - 関西観光本部
  - アクセンチュア関西オフィス
- 中之島セントラルタワー
  - ダイドードリンコ本社
  - レンゴー本社
  - 大広本社
  - 博報堂関西支社
  - ベネッセコーポレーション大阪支社
  - シミックホールディングス大阪支社
  - 東芝三菱電機産業システム関西支社
- 大阪三井物産ビル
  - 三井物産関西支社
  - 住友重機械工業関西支社
  - エディオン本社
  - マニュライフ生命保険関西支社
  - オリコム大阪支社
- 中之島フェスティバルタワー東棟
  - フェスティバルホール（2代目）
  - 朝日新聞社本店
    - 朝日新聞大阪本社

  - 日刊スポーツ新聞西日本本社
  - 凸版印刷西日本事業本部
  - 伊藤忠丸紅鉄鋼大阪支社
  - 在大阪イタリア総領事館
  - 日立製作所関西支社
  - カネカ大阪本社
  - テレビ朝日関西支社
  - 名古屋テレビ放送大阪支社
  - 九州朝日放送大阪支社
  - 北海道テレビ放送関西支社
  - 台北駐大阪経済文化弁事処（17階・19階）[41]
  - 中之島郵便局
- 四つ橋筋

中之島三丁目
- 京阪渡辺橋駅
- 中之島フェスティバルタワー・ウエスト
  - コンラッド大阪
  - 中之島香雪美術館
  - 阪神高速道路本社
  - 帝人大阪本社
  - 日本アイ・ビー・エム大阪事業所
  - アサヒビール近畿圏統括本部
  - 電通関西支社
  - 大建工業本社
  - 野村総合研究所大阪総合センター
  - IHI関西支社
  - ダイワボウホールディングス本社
  - 共和薬品工業本社
- 住友中之島ビル
  - 住友倉庫本社
  - 楽天グループ大阪支社
  - ユニ・チャーム近畿支店
  - UACJ大阪支社
  - BNPパリバ証券株式会社大阪事務所
- 中之島三井ビルディング
  - 東レ大阪本社
  - アマゾンジャパン大阪支社
- 中之島ダイビル
  - 旭化成大阪支社
  - 関電不動産開発本社
- ダイビル本館
  - ダイビル本社
  - 不二製油グループ本社
- 関電ビルディング
  - 関西電力本店
  - 関西電力送配電本社
- リバーサイドビルディング
- 三井ガーデンホテル大阪プレミア
- 中之島四季の丘
- 水上龍太郎記念碑

中之島四丁目
- 大阪北教会
- 大阪市立科学館
- 国立国際美術館
- 大阪中之島美術館（2022年2月2日開館）
- キャンパス・イノベーションセンター大阪
  - 大阪大学中之島センター
- N4.TOWER
- なにわ筋

中之島五丁目
- 京阪中之島駅
- NTTコミュニケーションズ中之島ビル
- もと大阪市立扇町高等学校跡地（2008年に大阪市立此花総合高等学校と統合・再編され此花区に移転）
- リーガロイヤルホテル大阪 ヴィニェットコレクション
- 大阪府立国際会議場
  - 関西広域連合本部事務局
- 住友病院
- あみだ池筋
- 蔵屋敷跡碑

中之島六丁目
- 味の素グループ大阪ビル
  - 味の素大阪支社
- I-ne
- 中之島インテス
  - 三菱電機インフォメーションシステムズ関西支社
  - 3Mジャパン大阪支店
  - 在大阪インドネシア共和国総領事館
  - ベースボール・マガジン社大阪支社
- 中之島プラザ
- 中之島センタービル
  - 関西経済連合会事務局
  - 関西経済同友会事務局
  - 電源開発西日本支店
  - かんでんエンジニアリング本社
- 中之島西公園

## 主なイベント
- OSAKA光のルネサンス
- 中之島まつり

## ギャラリー

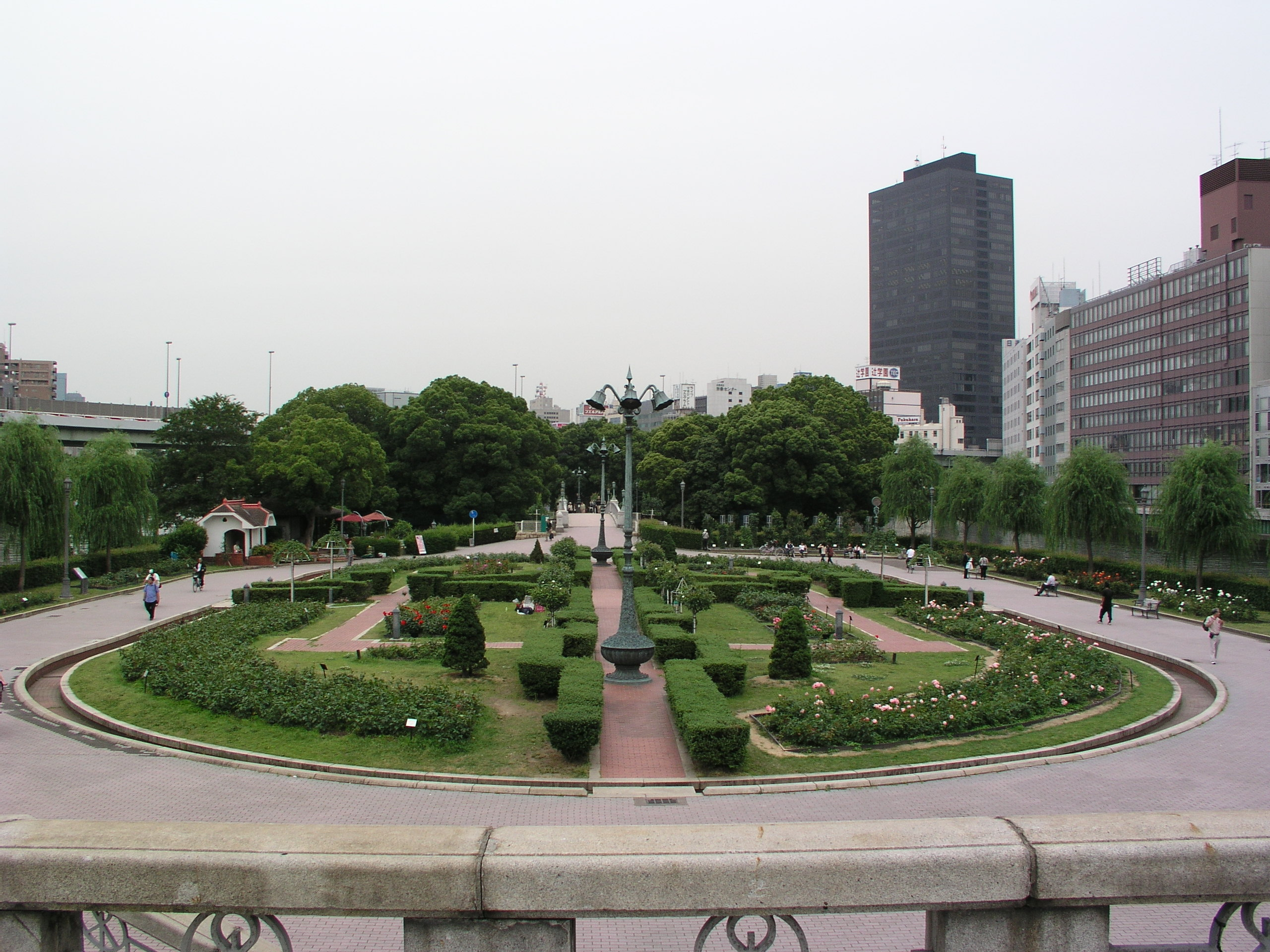
中之島公園
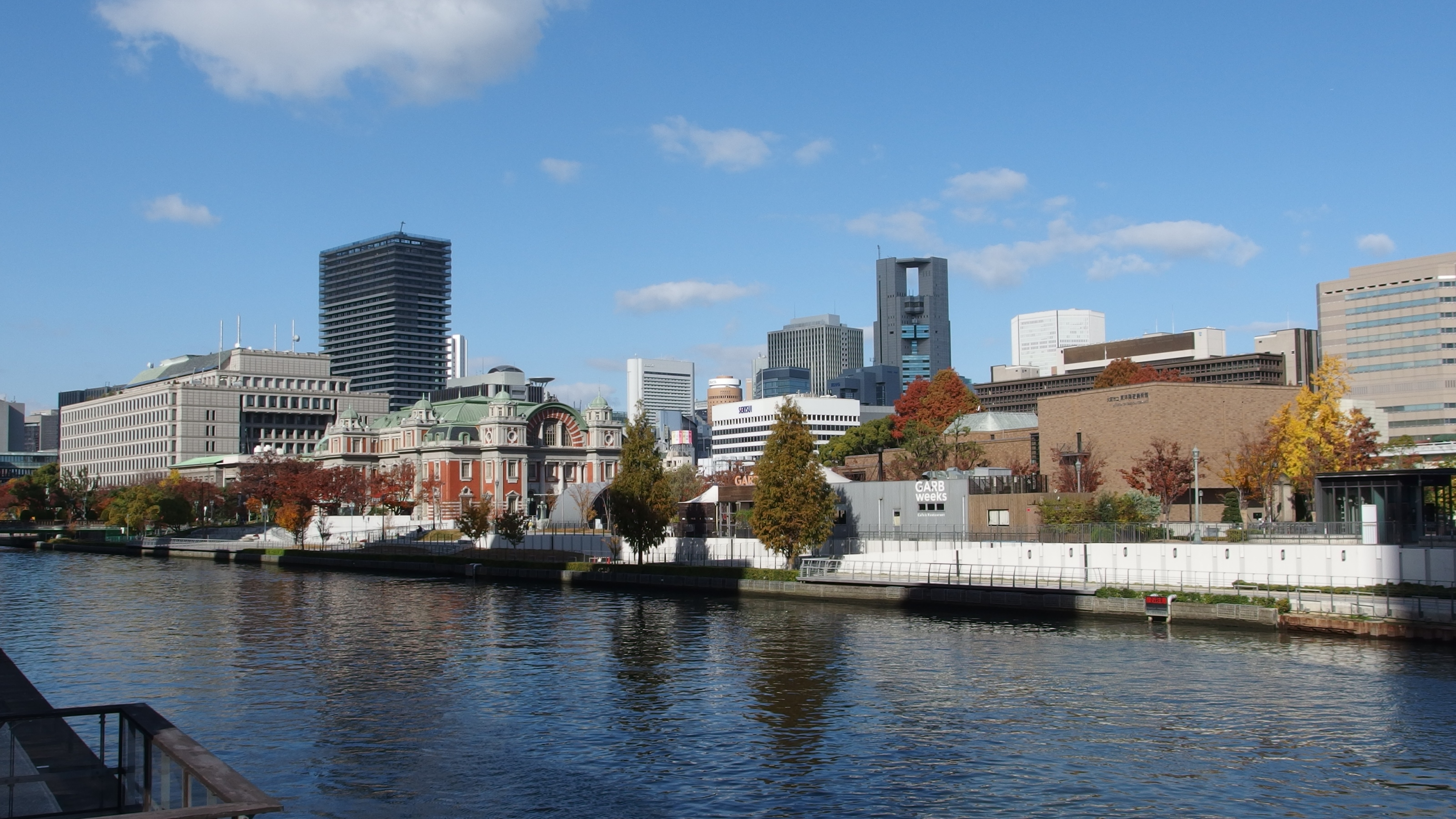
中之島公園の川の畔
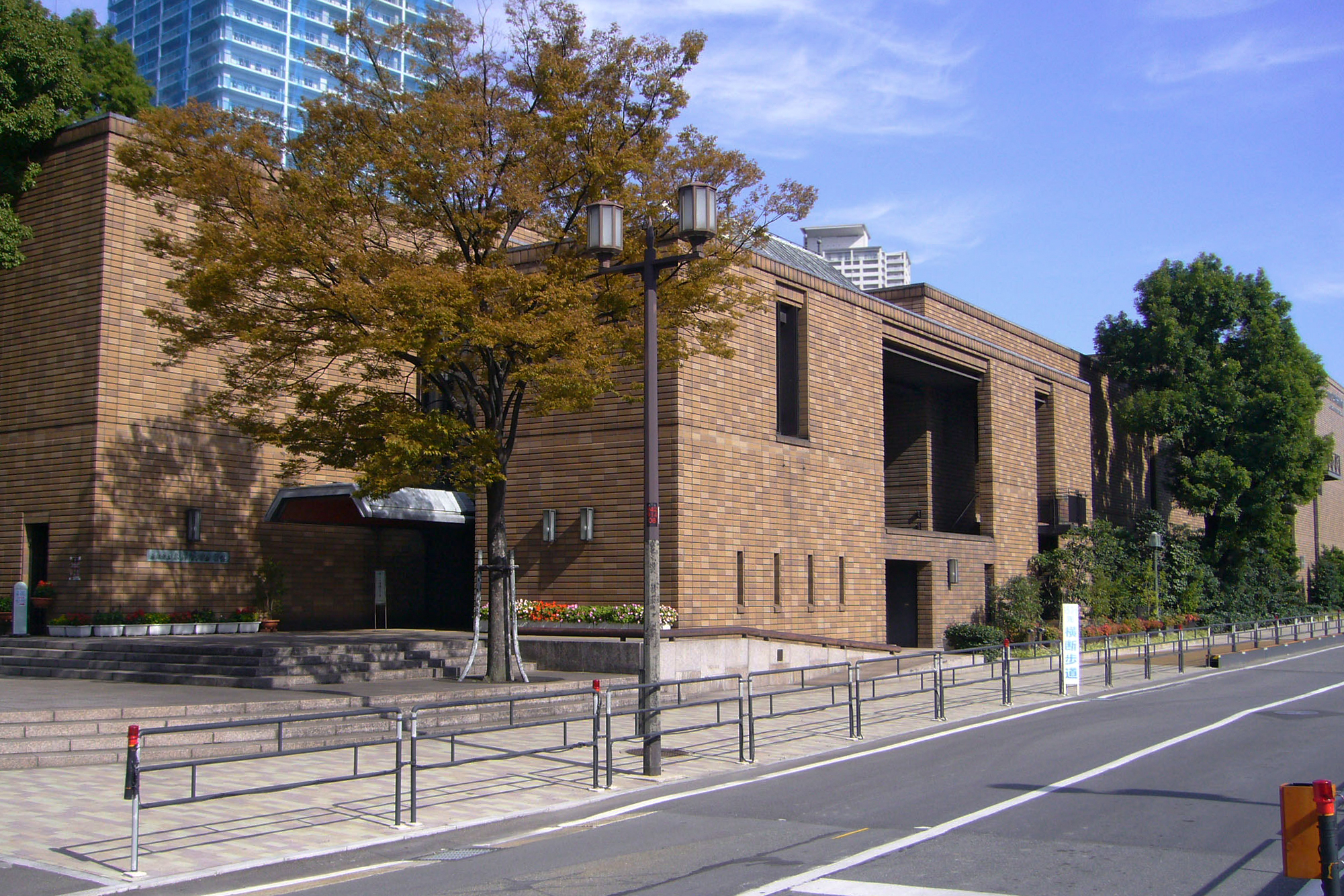
大阪市立東洋陶磁美術館
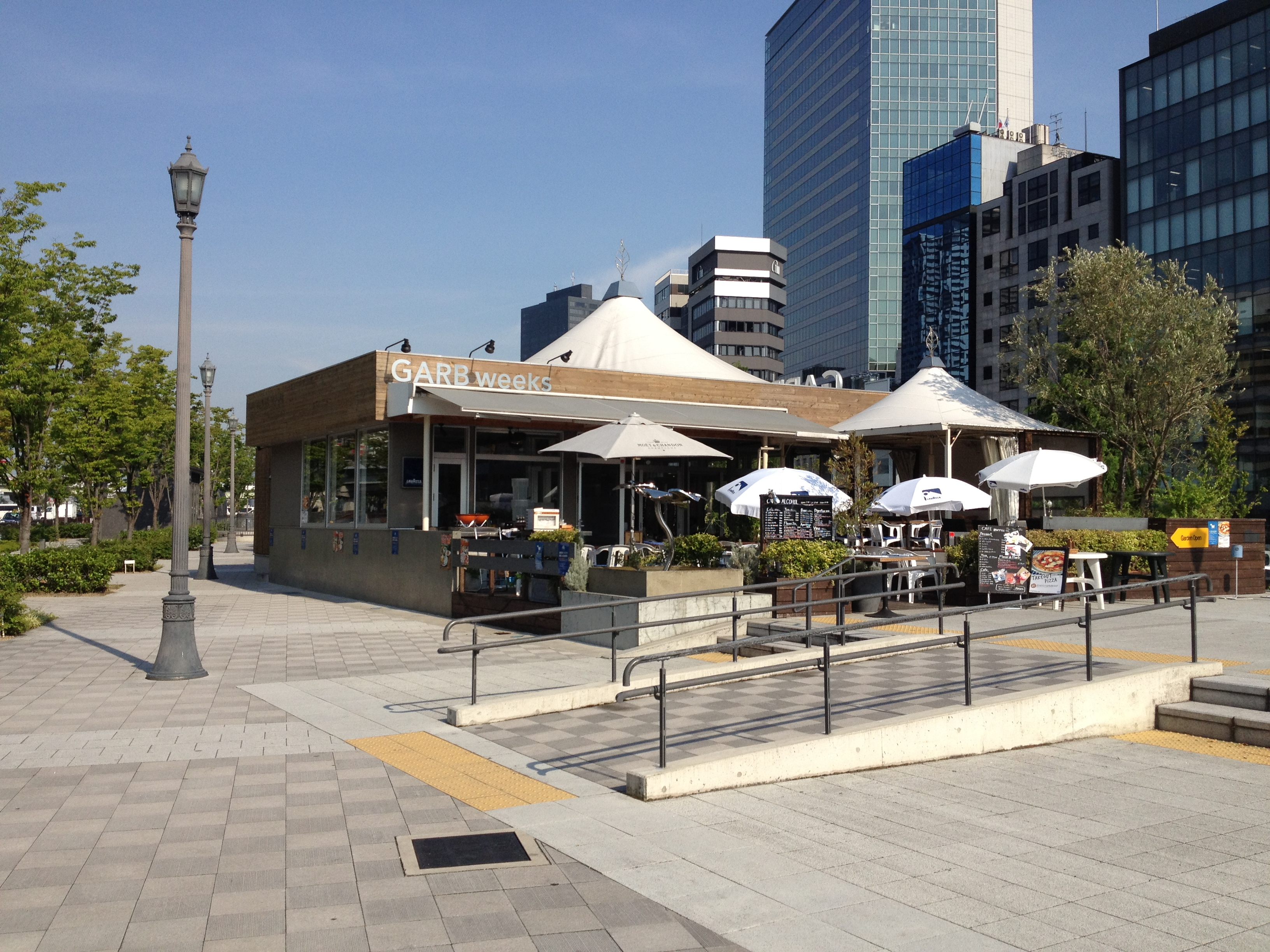
土佐堀川沿いのオープンカフェ
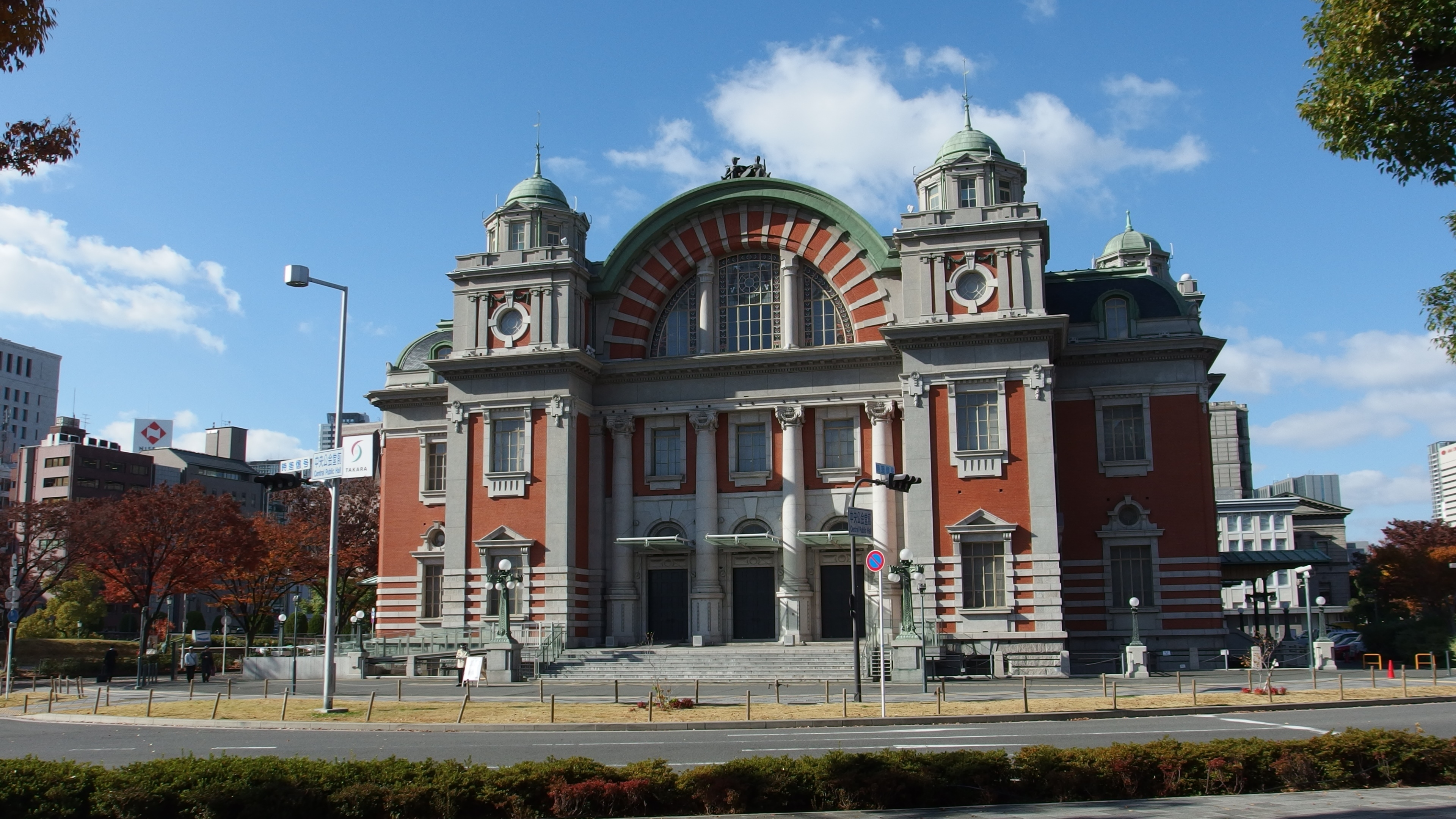
大阪市中央公会堂
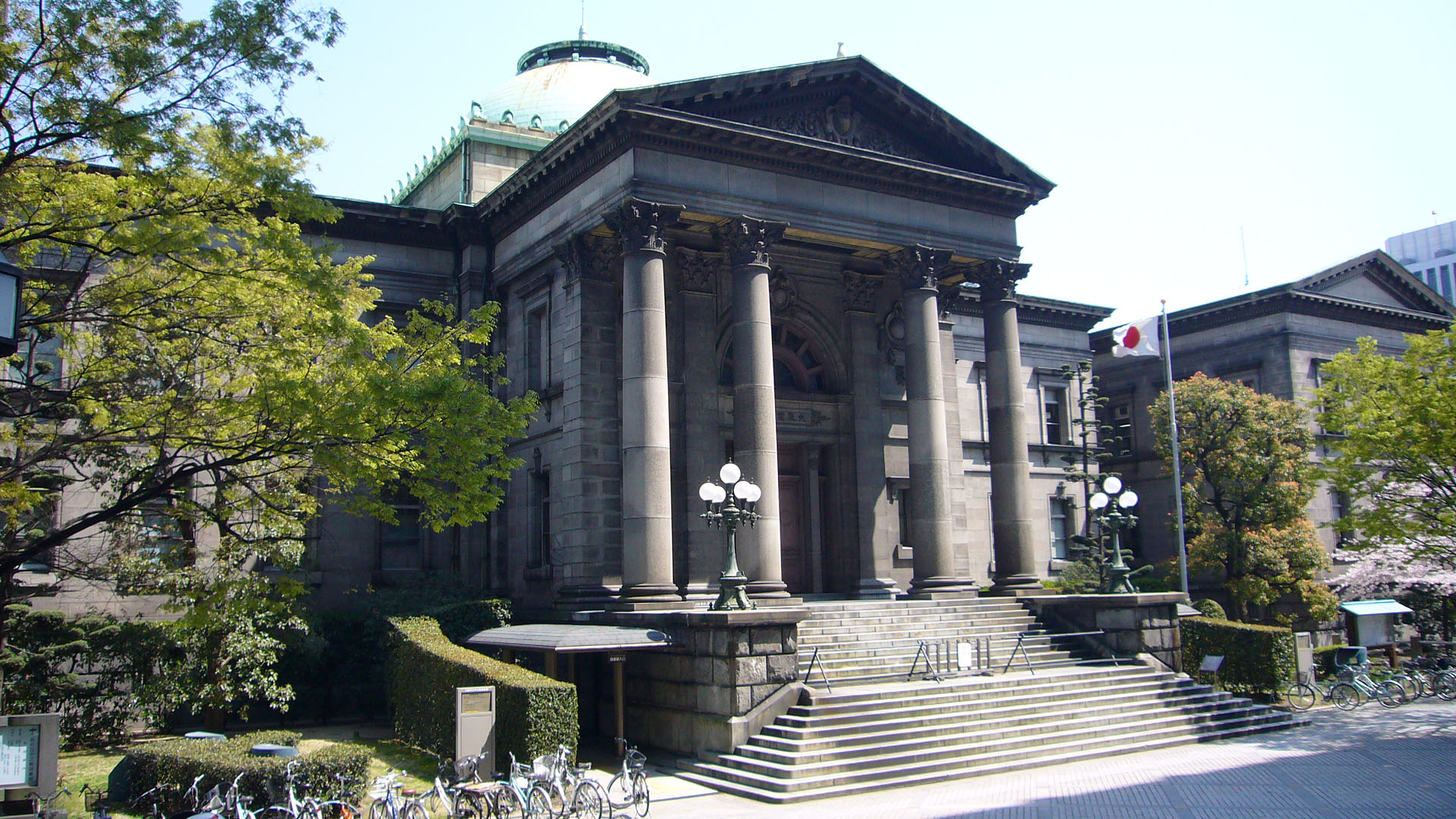
大阪府立中之島図書館
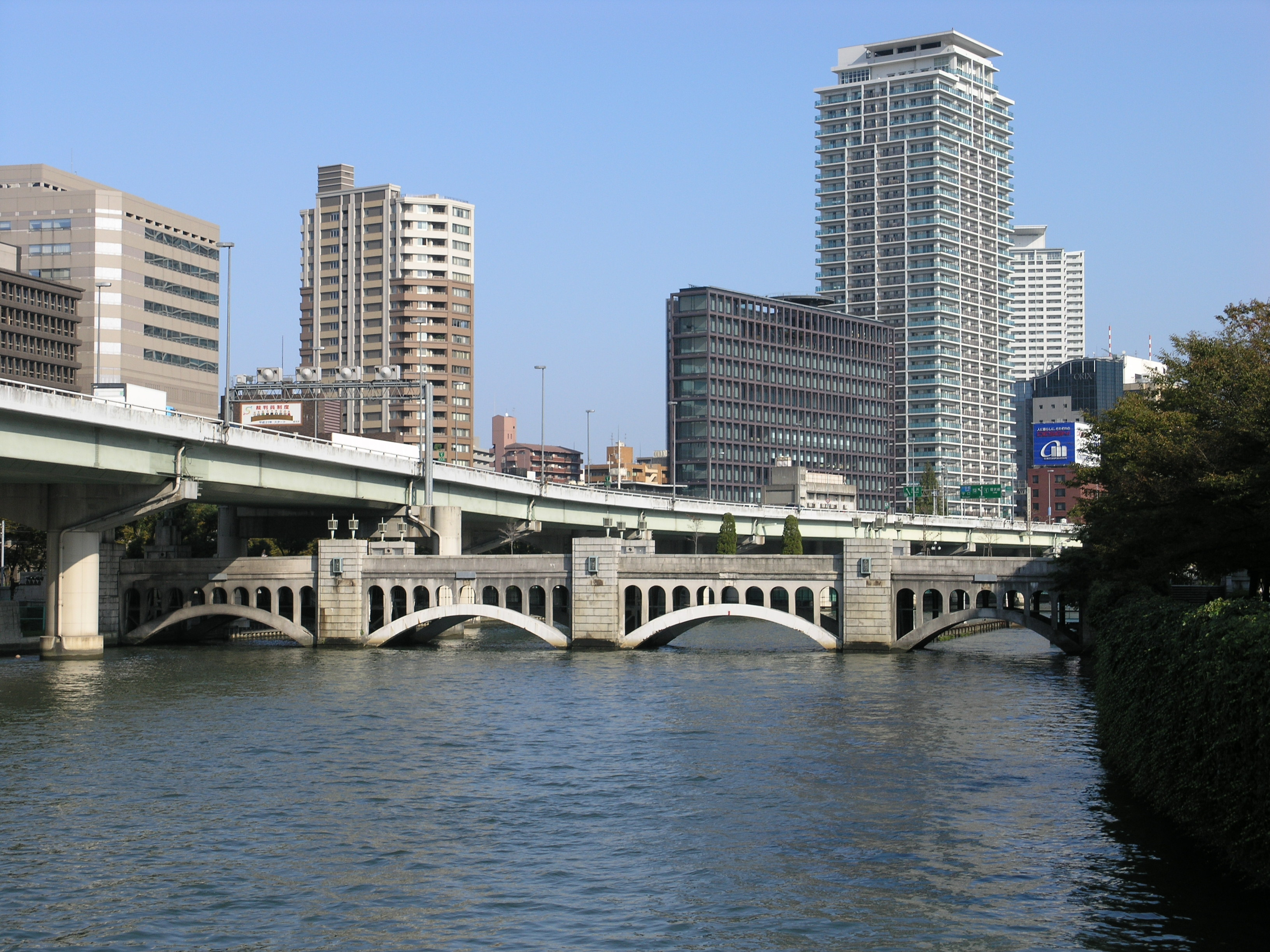
水晶橋
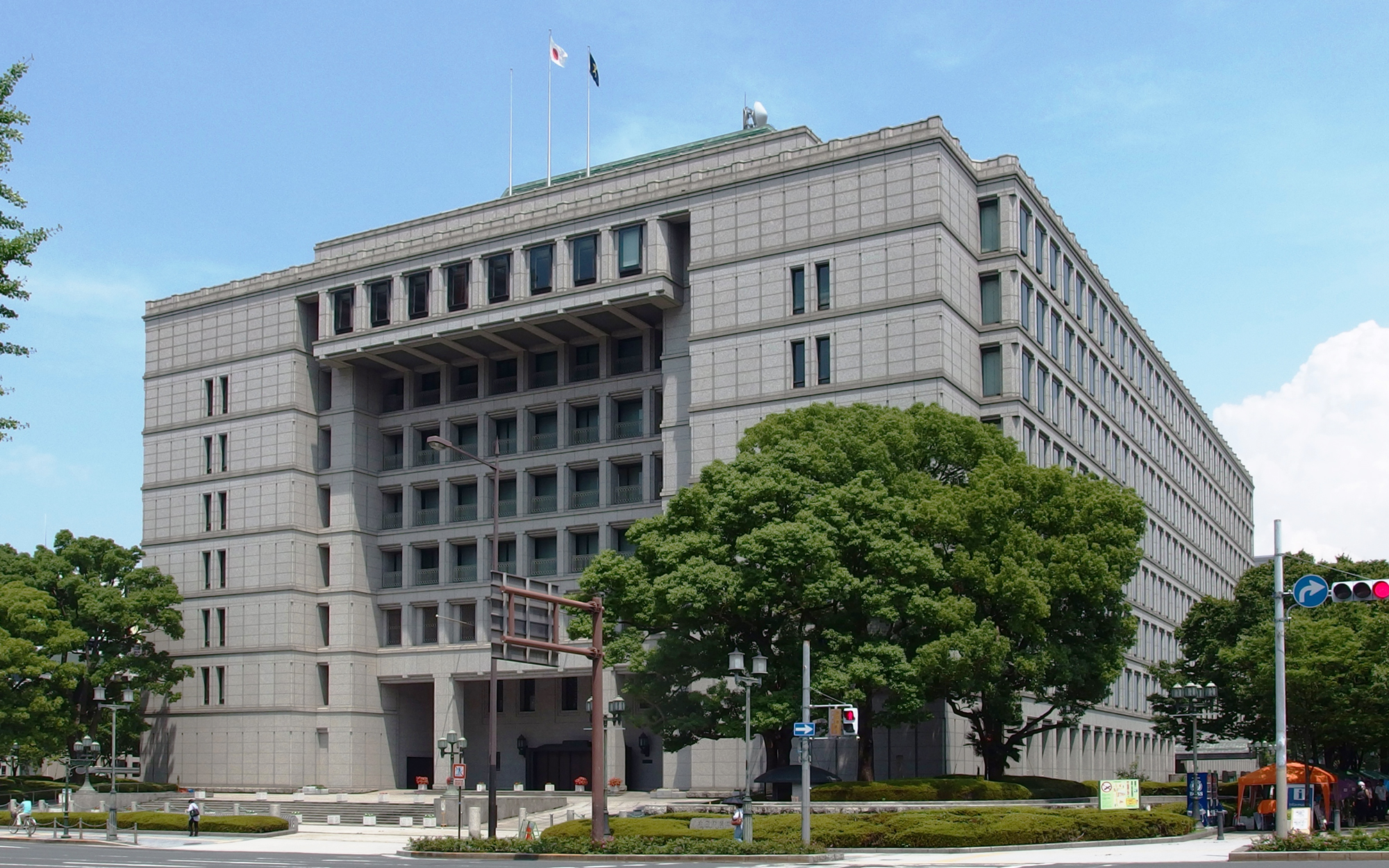
大阪市役所
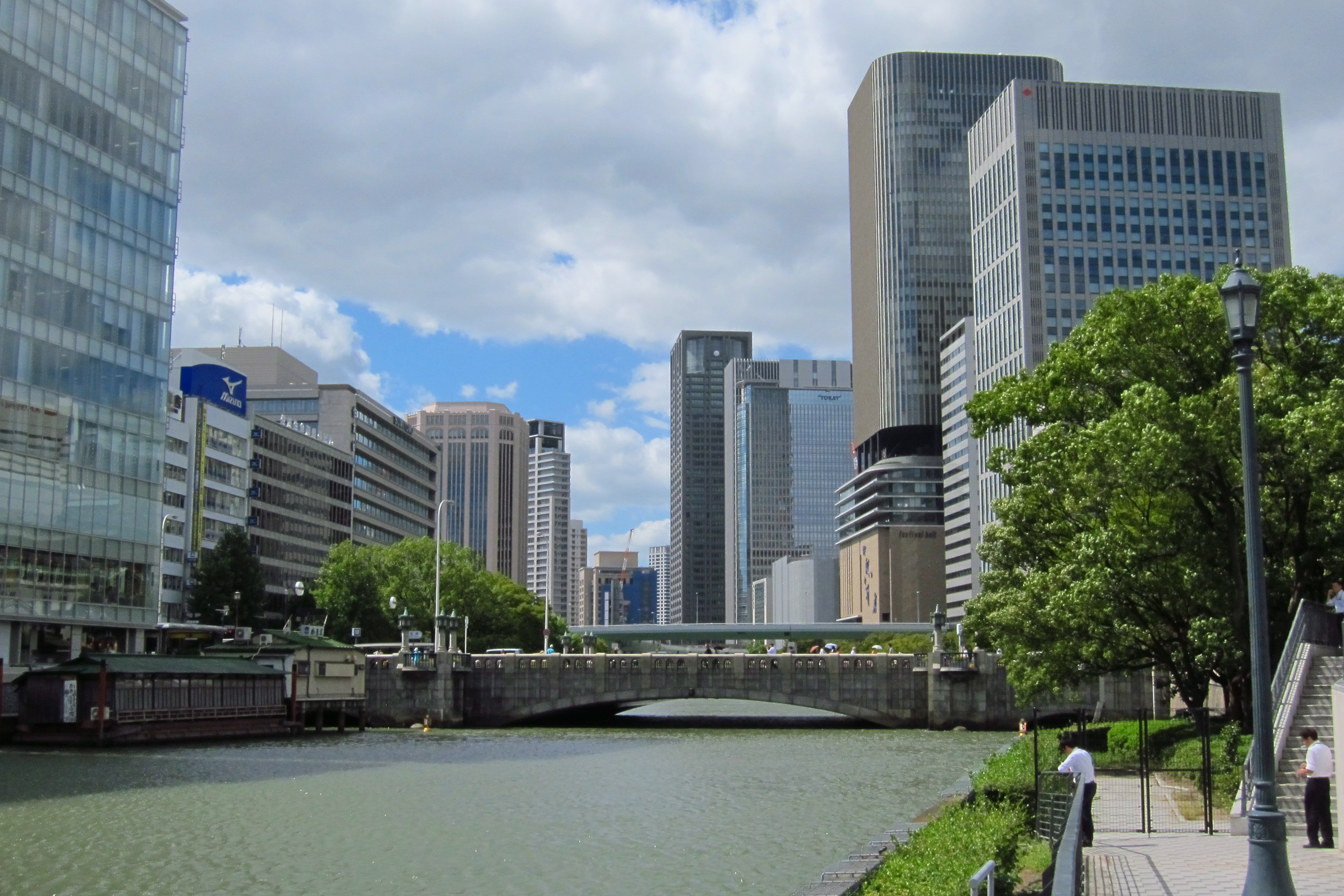
淀屋橋エリア
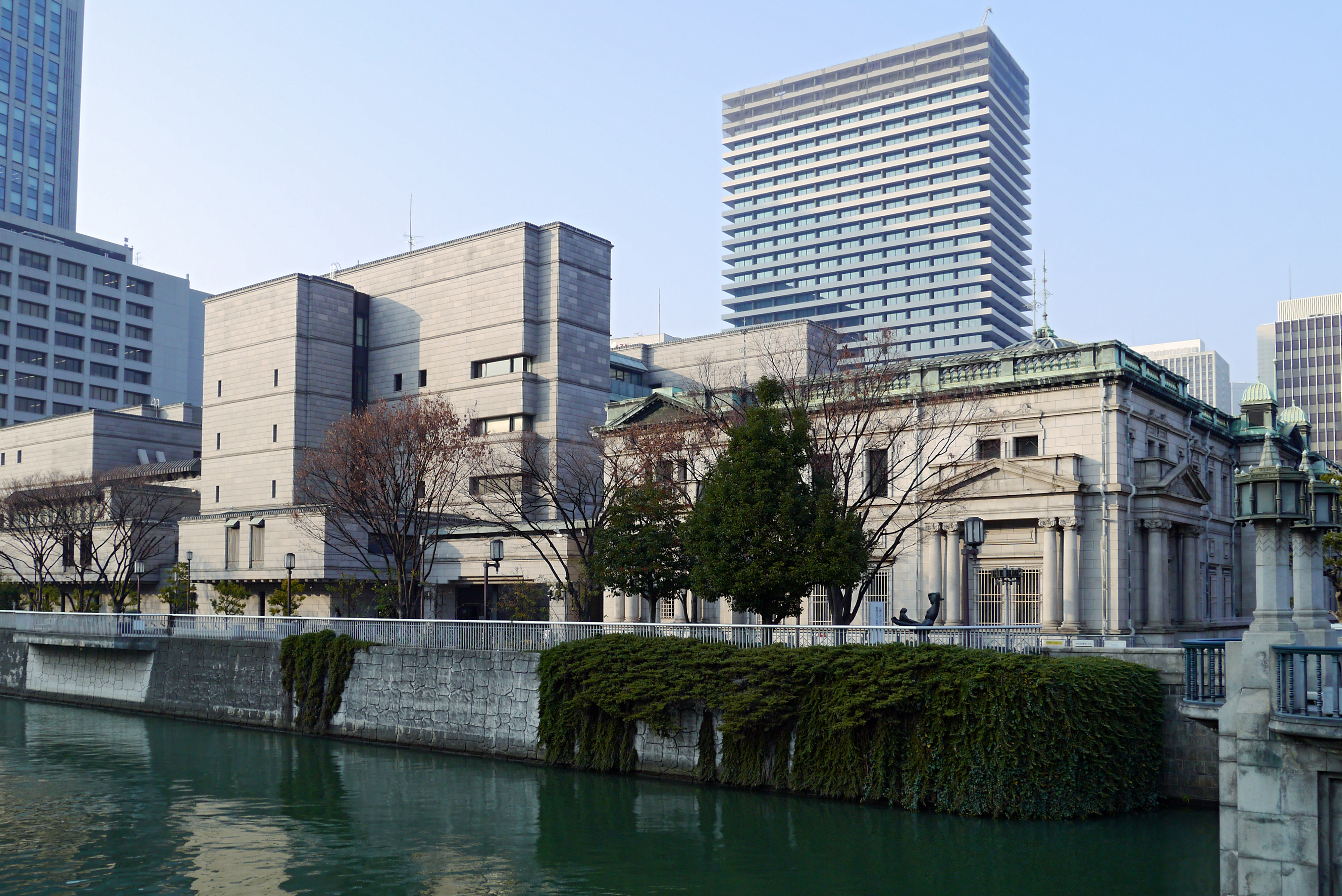
日本銀行大阪支店
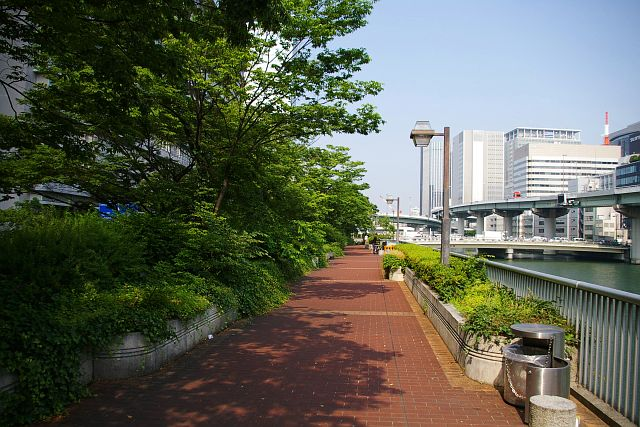
中之島遊歩道、ガーデンブリッジ付近
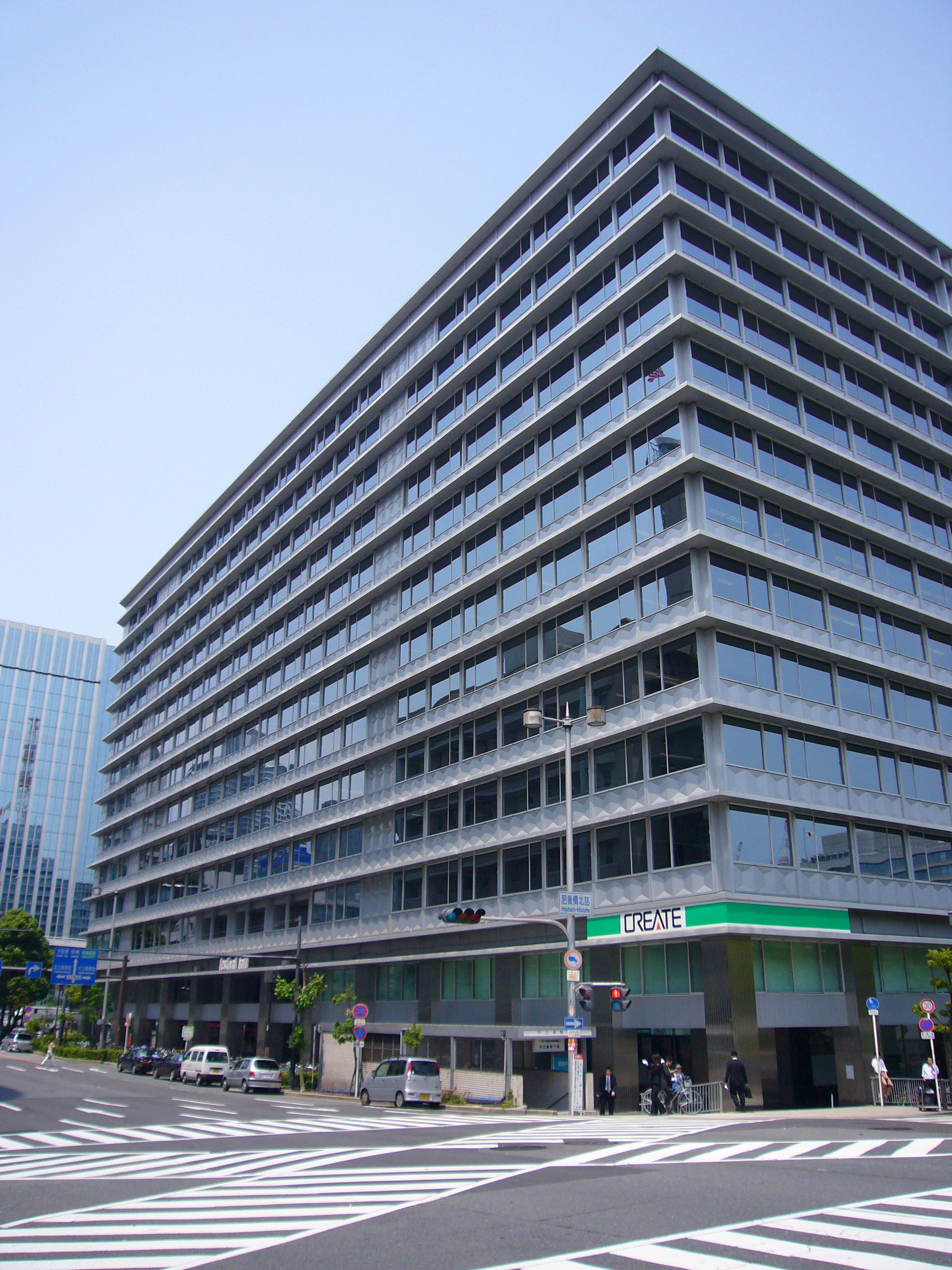
新朝日ビル（2009年解体）
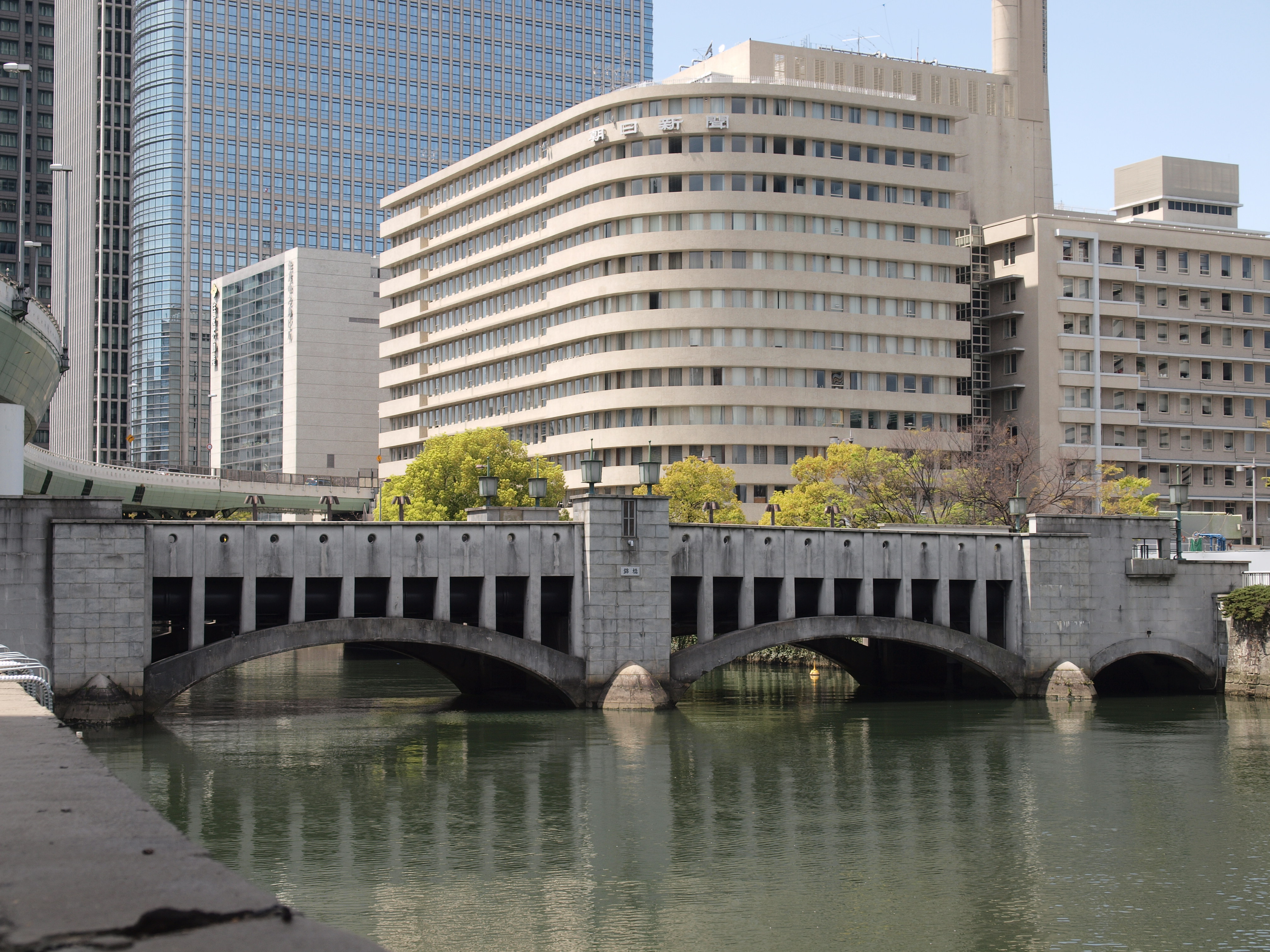
錦橋と朝日新聞大阪本社ビル（2013年解体）
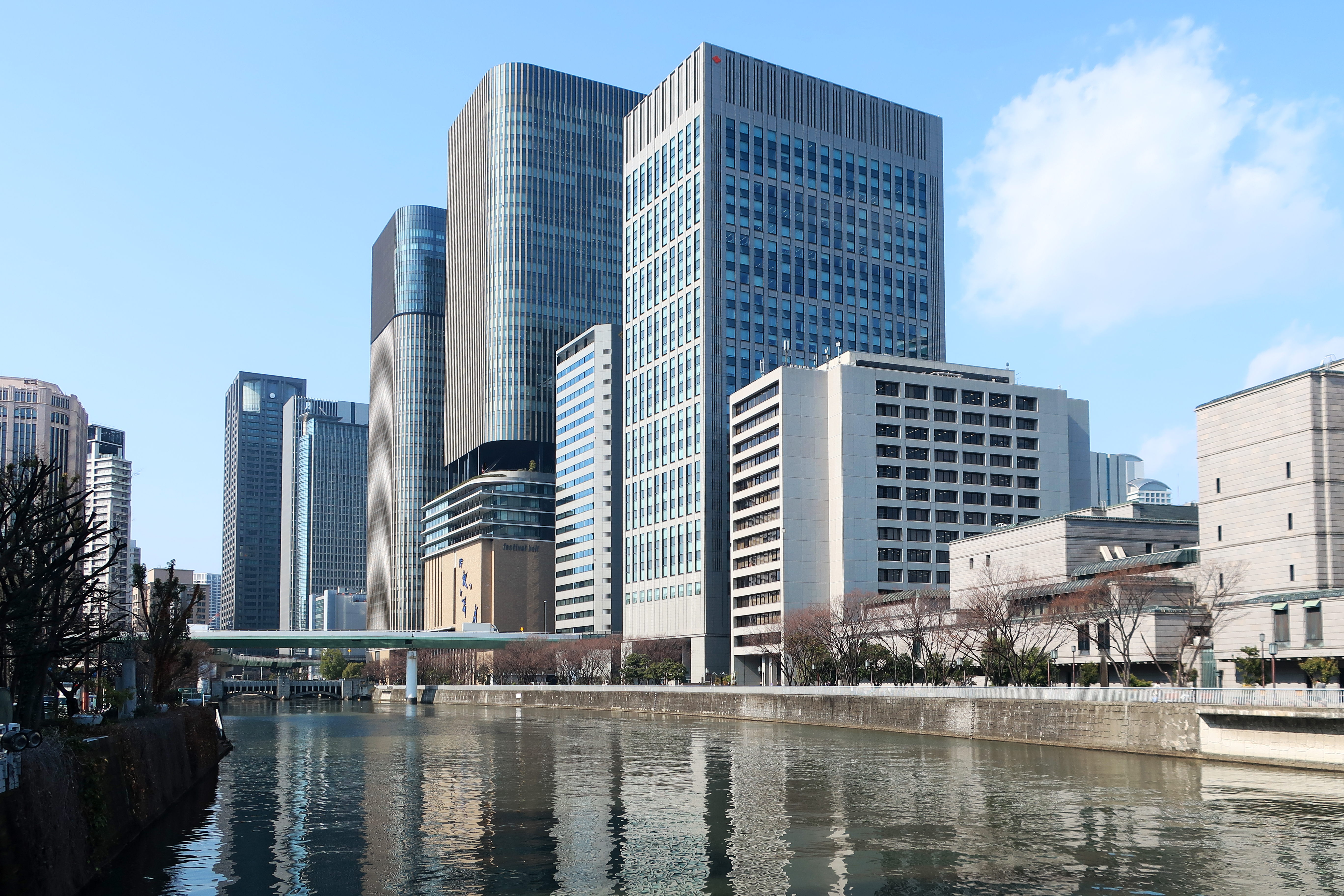
中之島の超高層ビル群
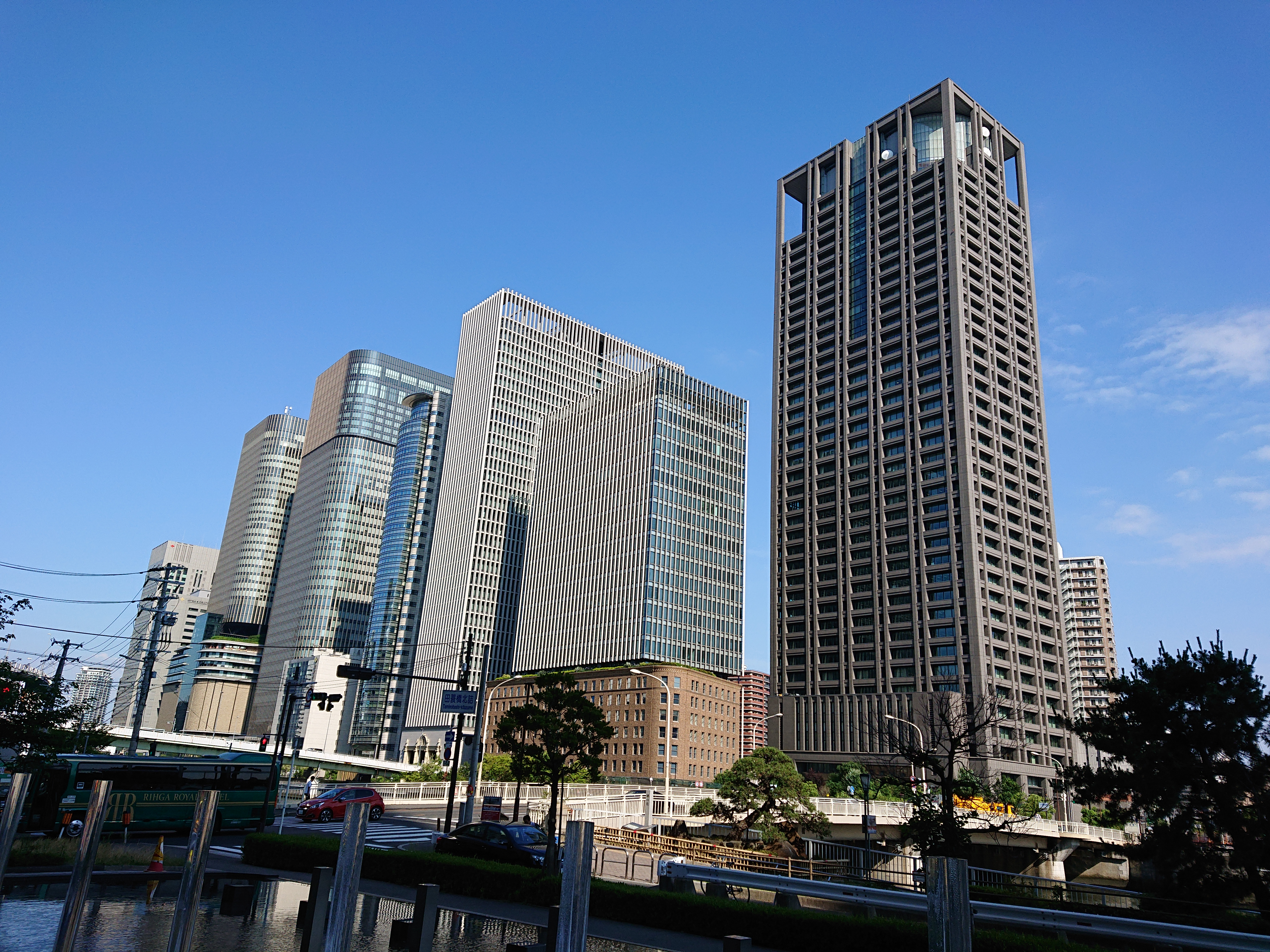
中之島の超高層ビル群
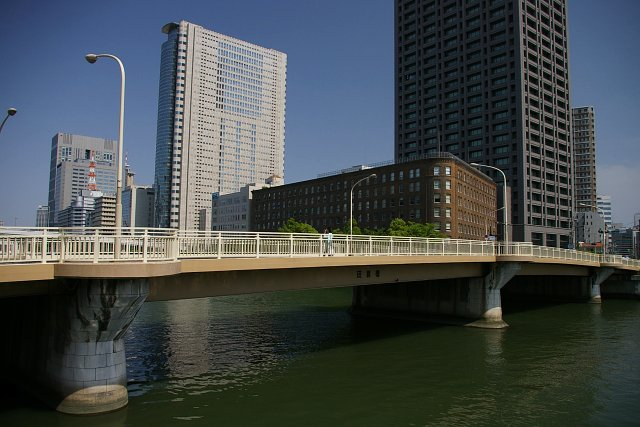
田蓑橋
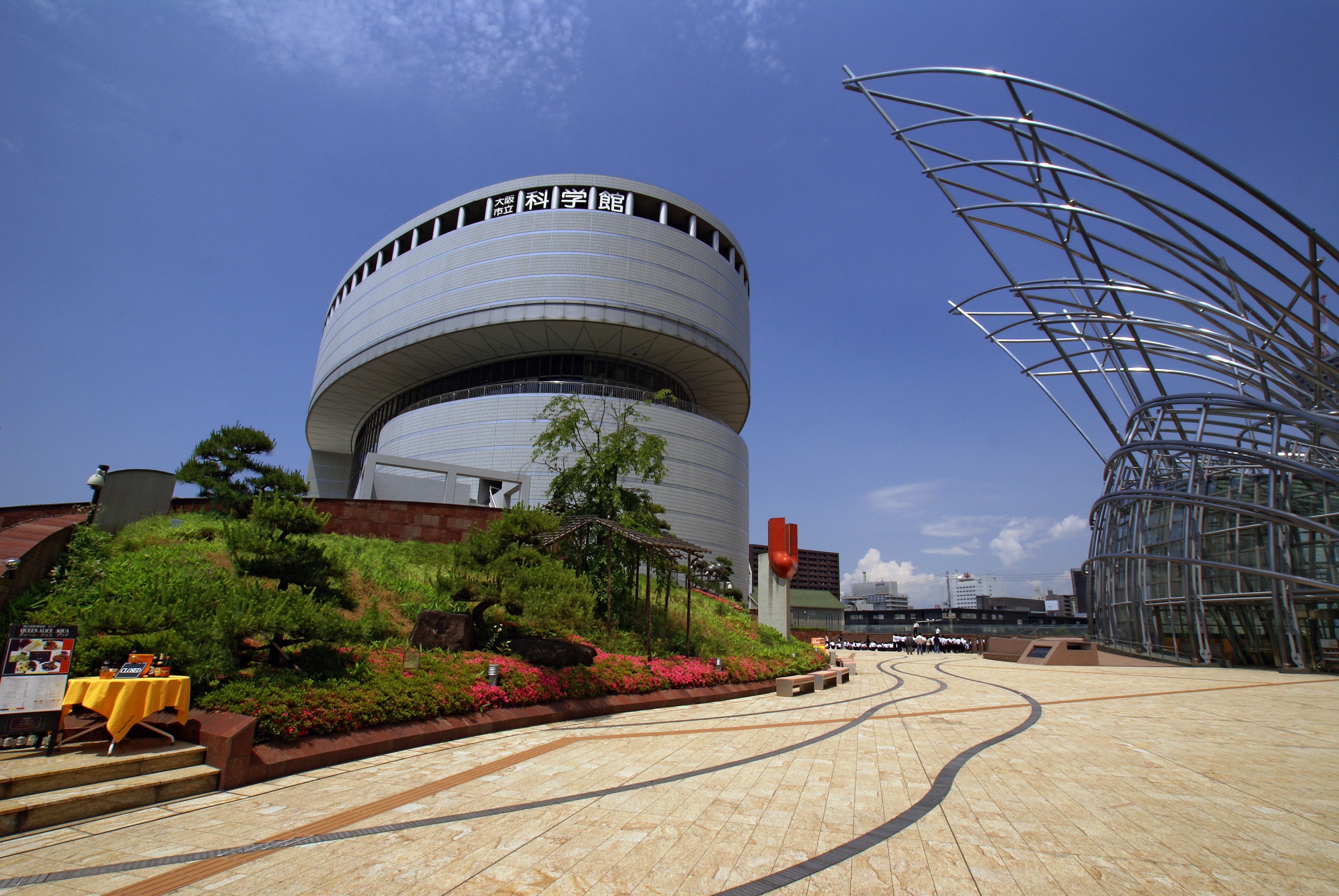
大阪市立科学館と国立国際美術館
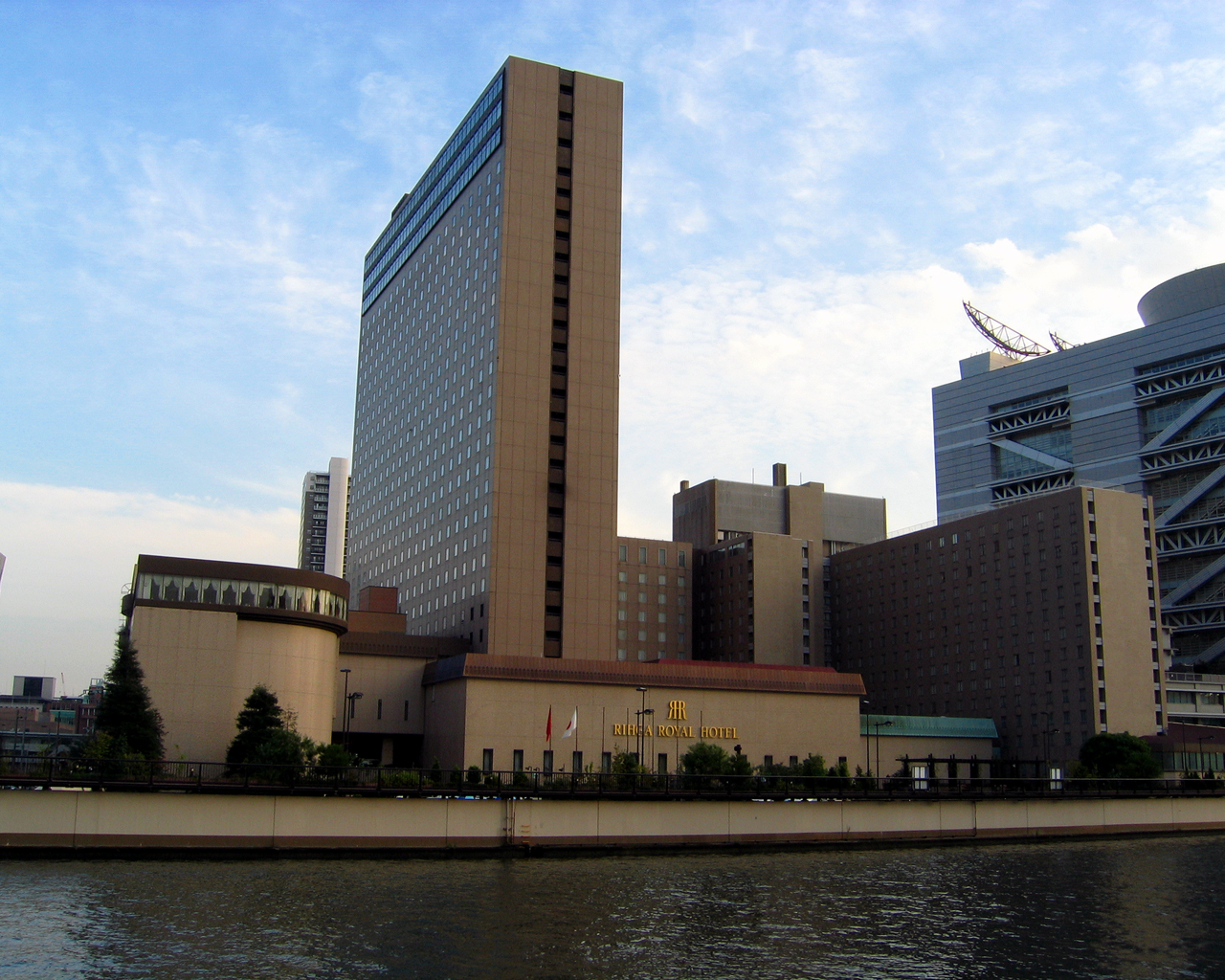
リーガロイヤルホテル 本店
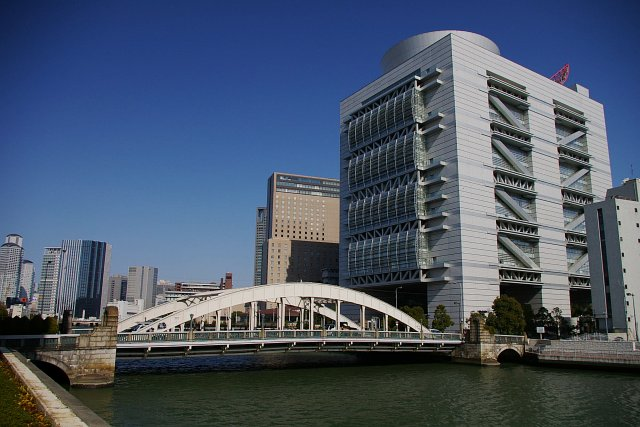
大阪国際会議場と堂島大橋
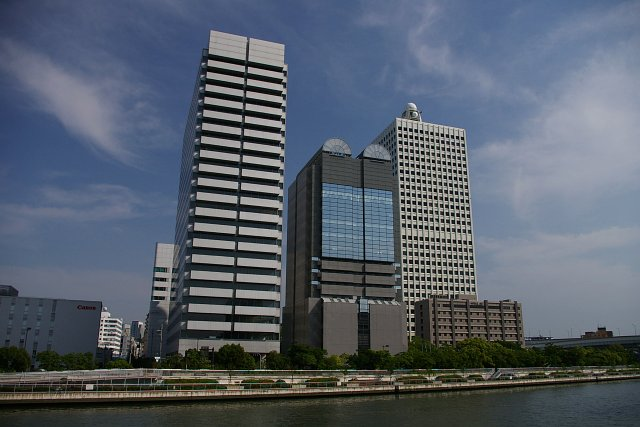
中之島六丁目のビル群（2006年5月撮影）
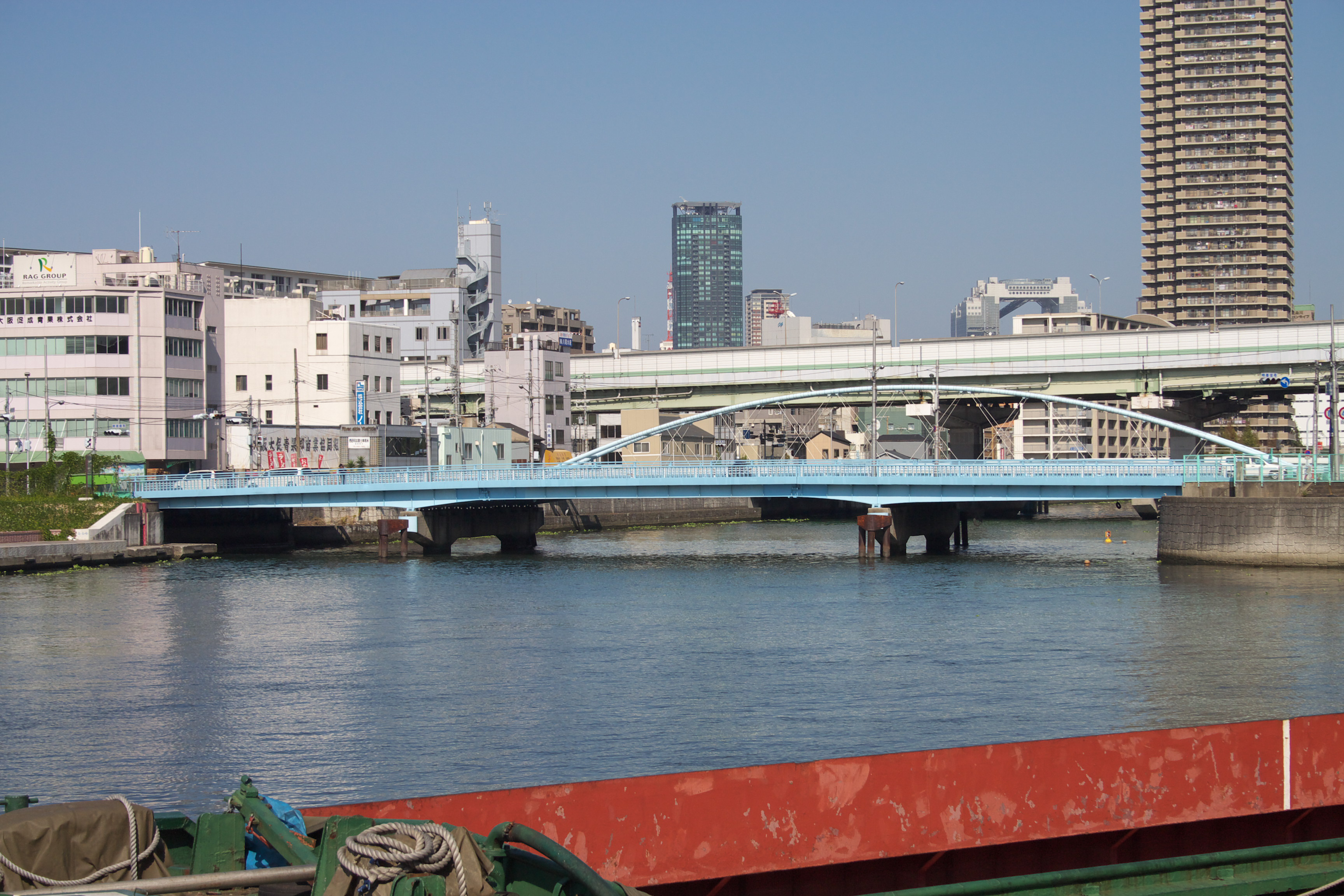
船津橋

## 夜景ギャラリー

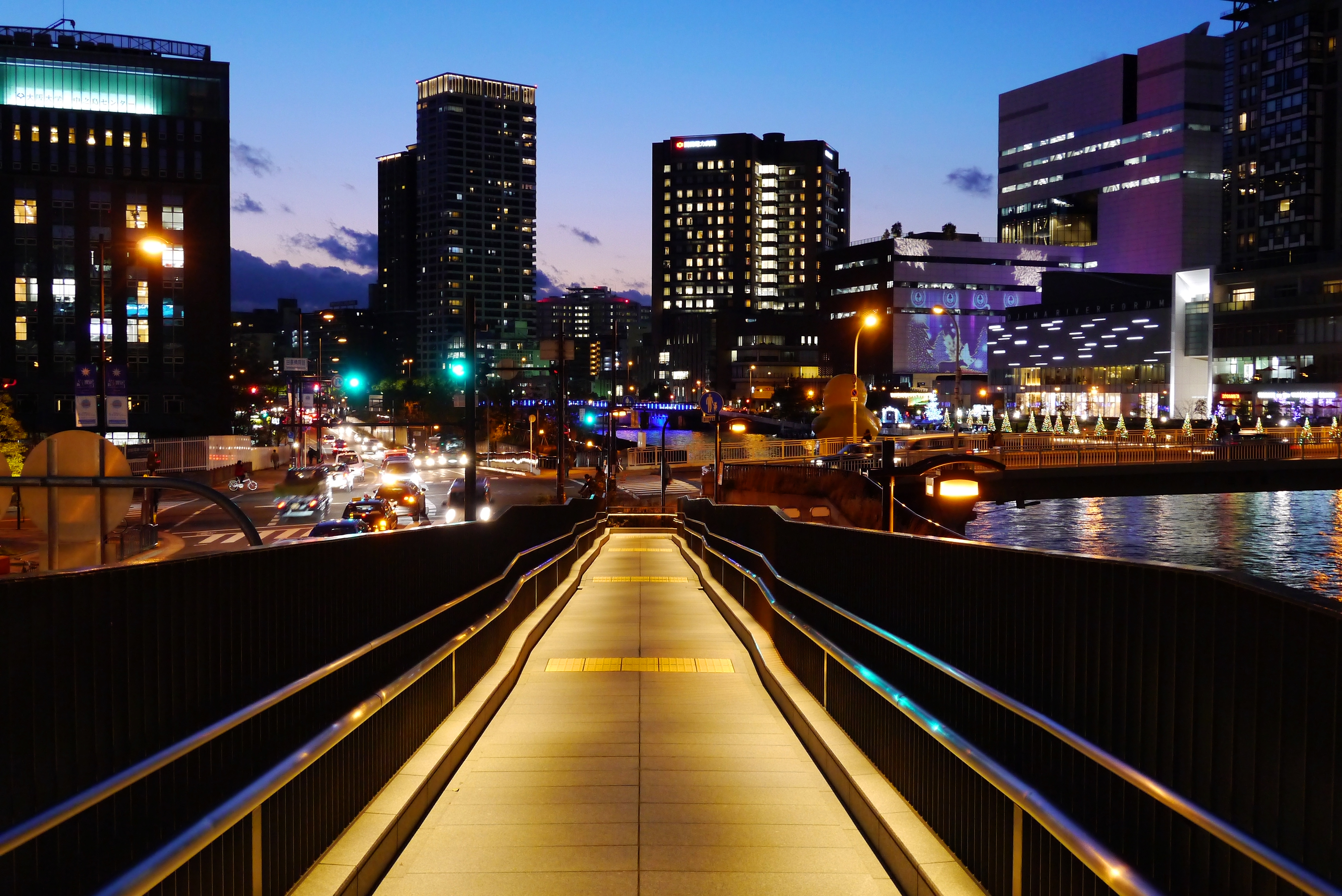
田蓑橋付近より
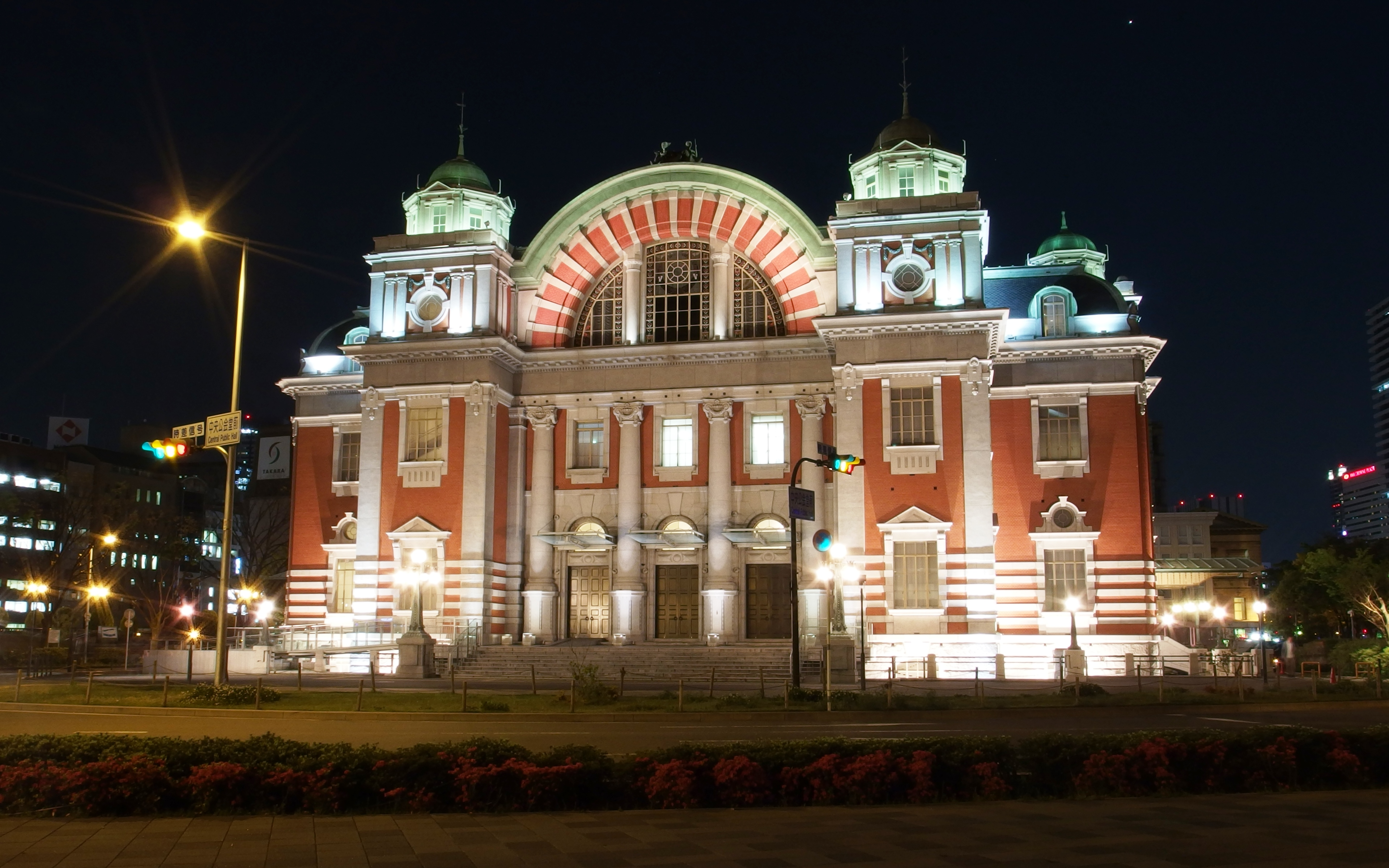
中央公会堂
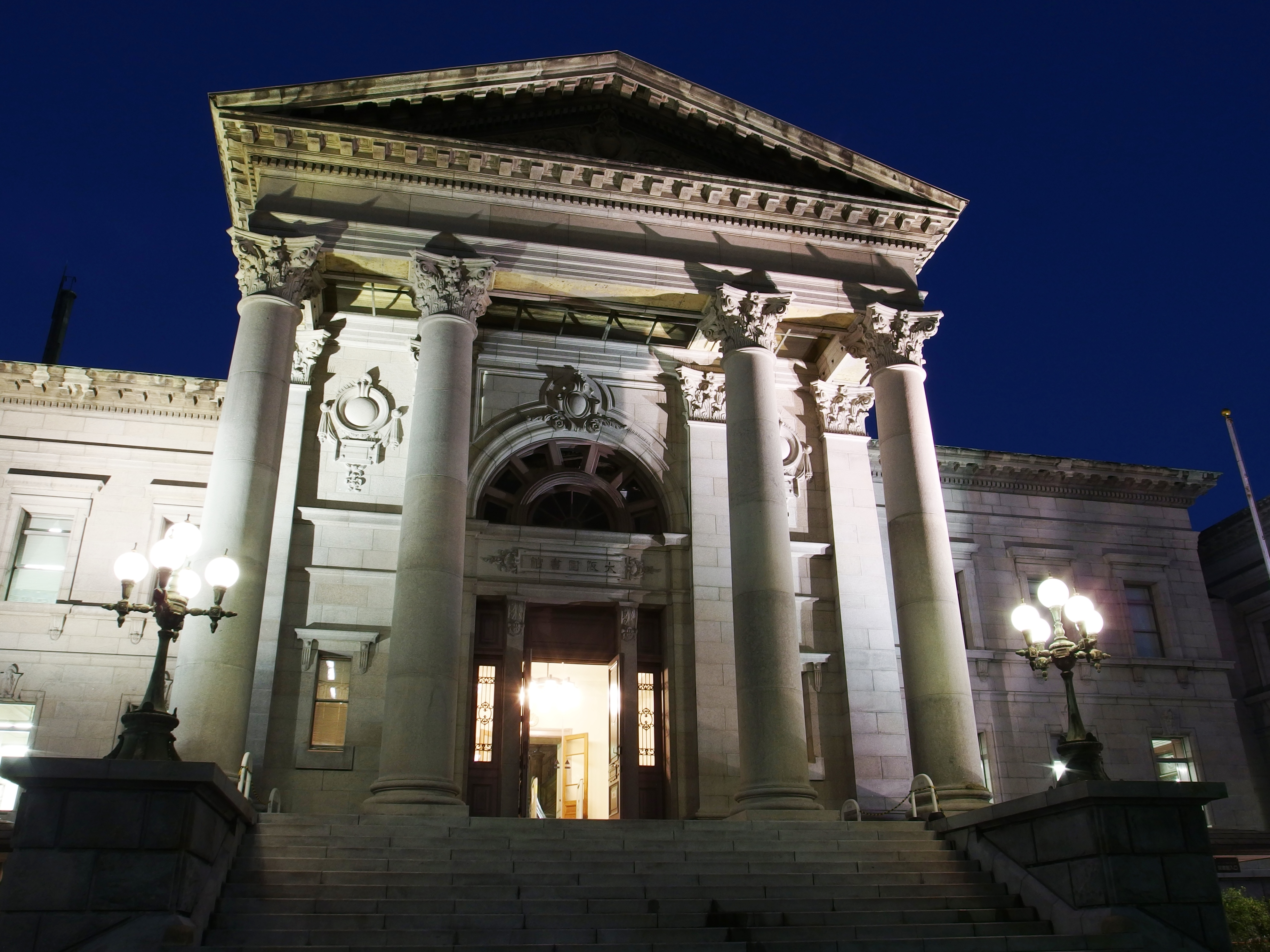
中之島図書館
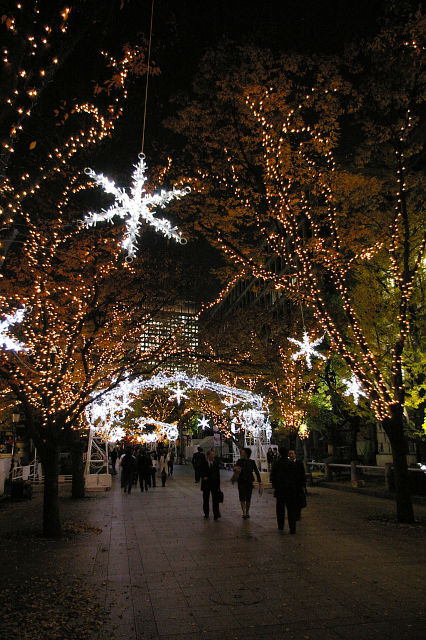
市役所北側の遊歩道
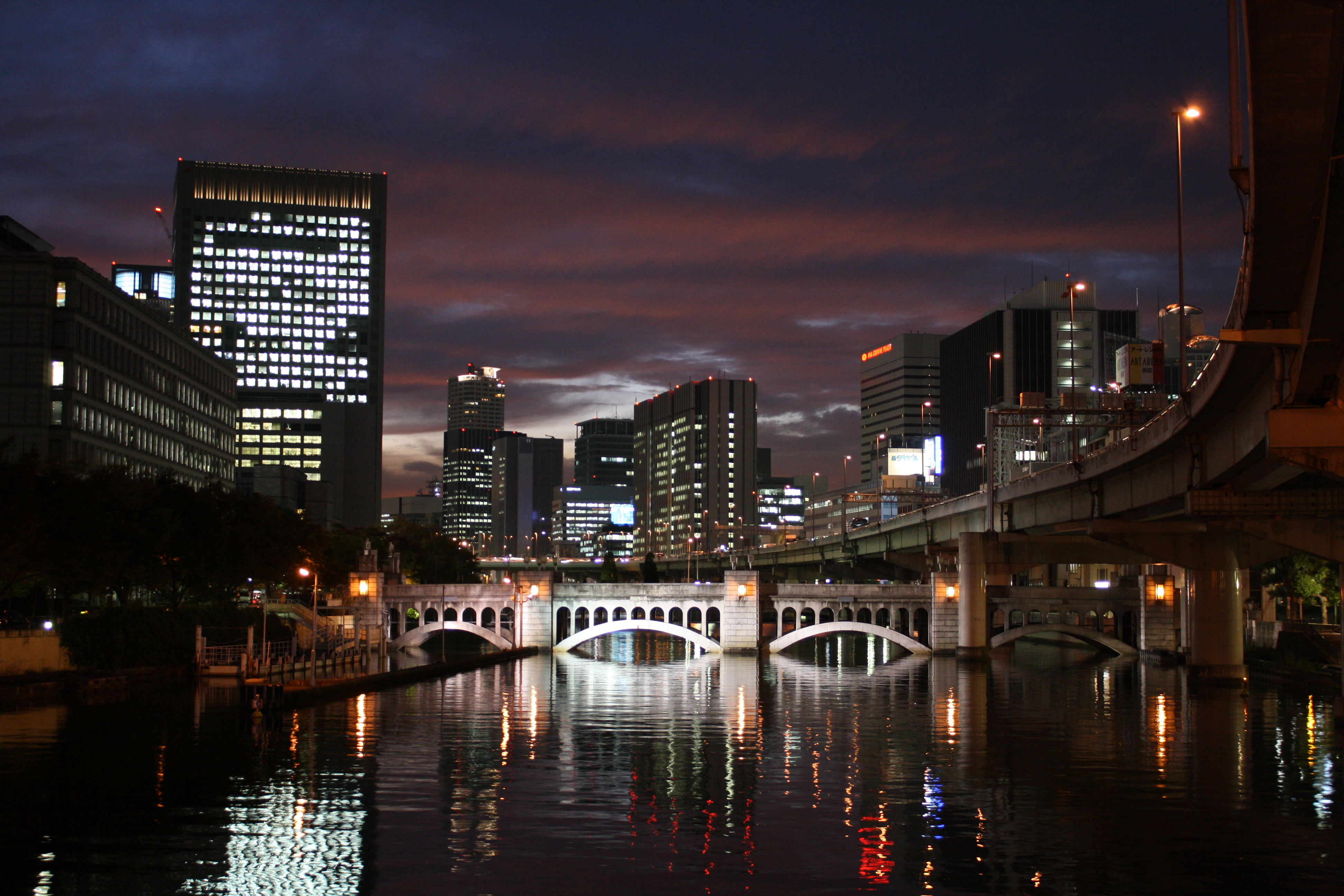
水晶橋より
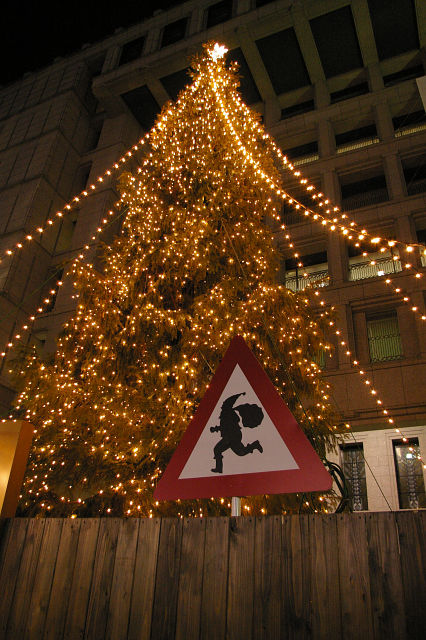
市役所のクリスマスツリー
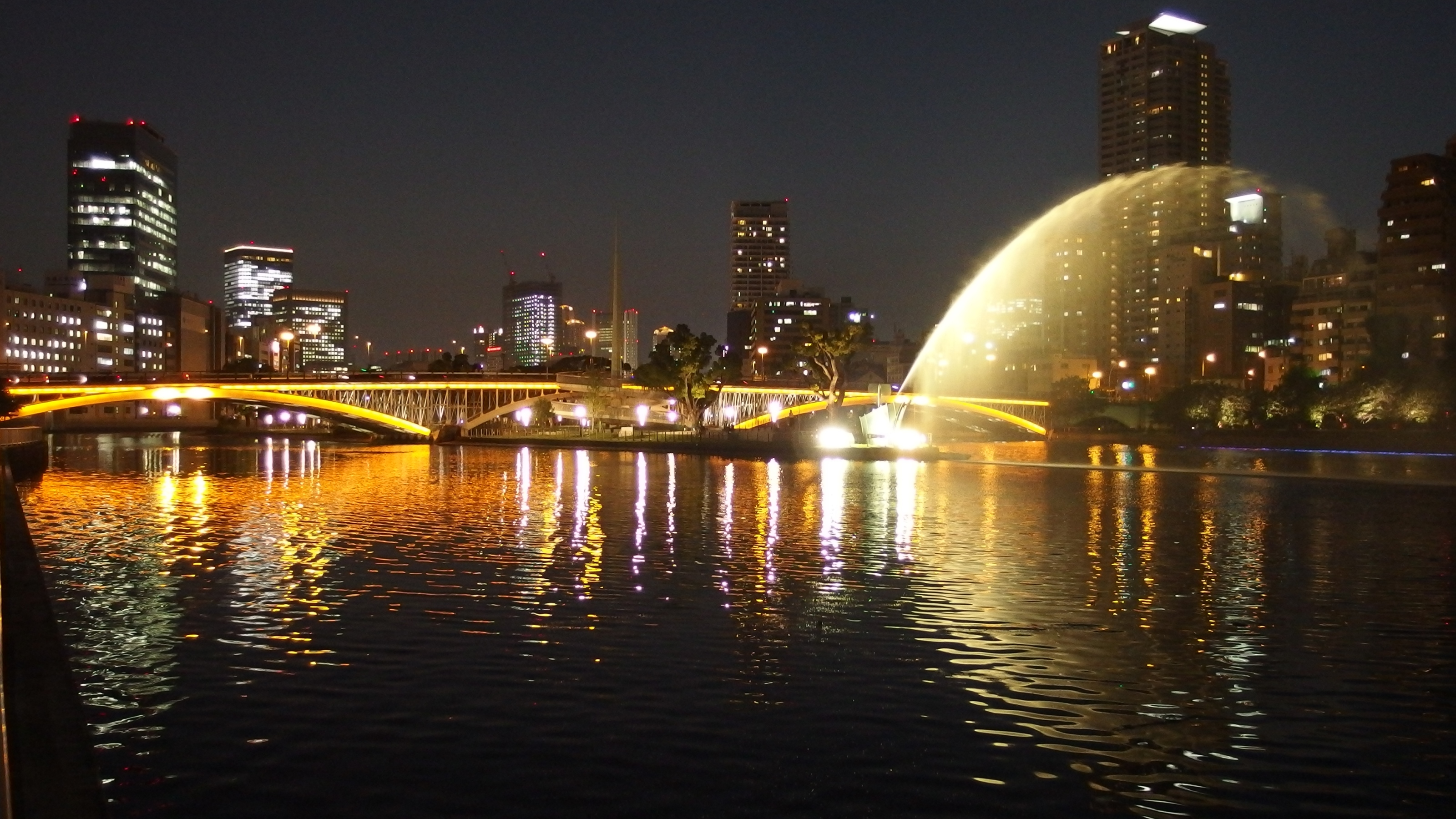
天神橋
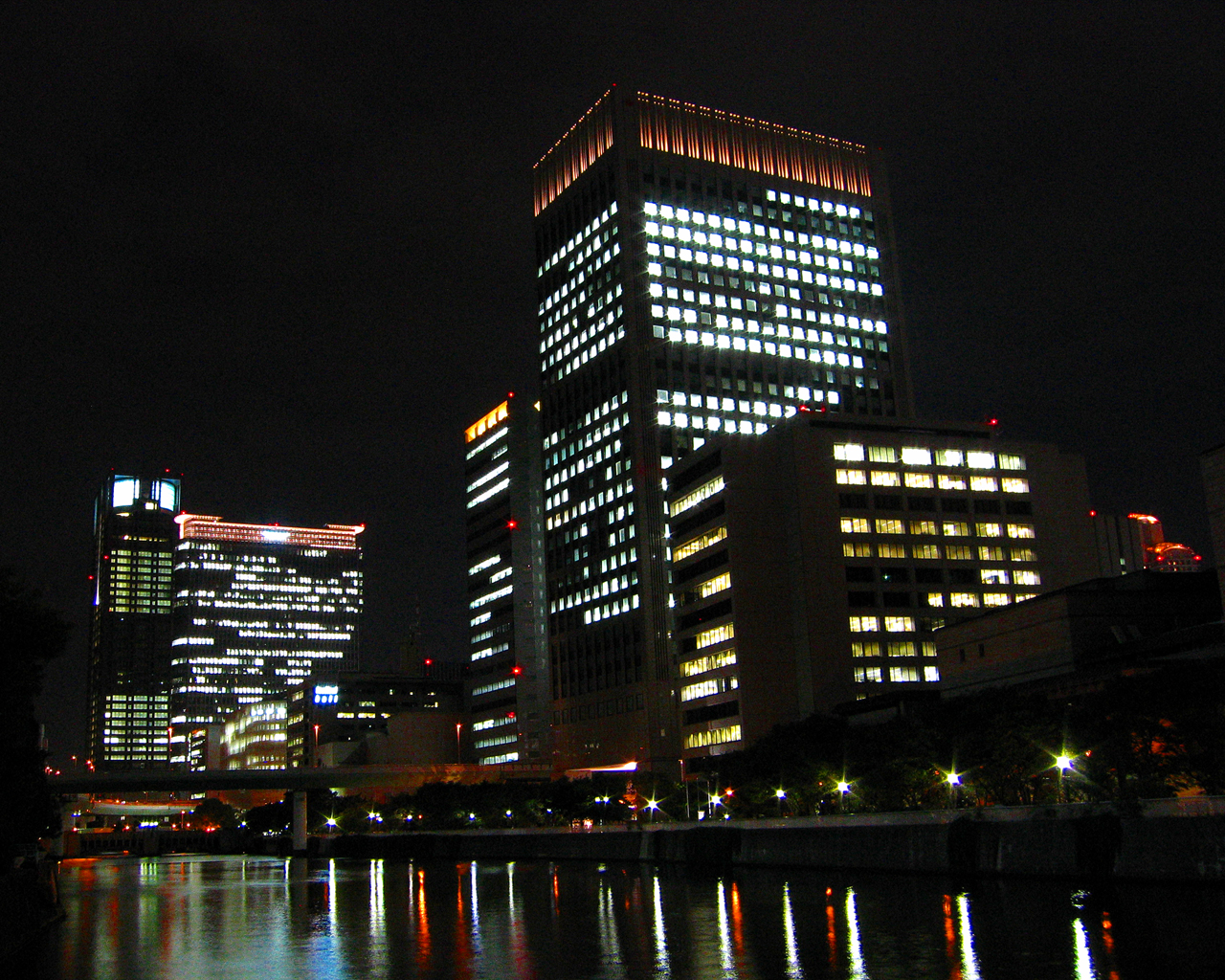
中之島二丁目（2006年9月）
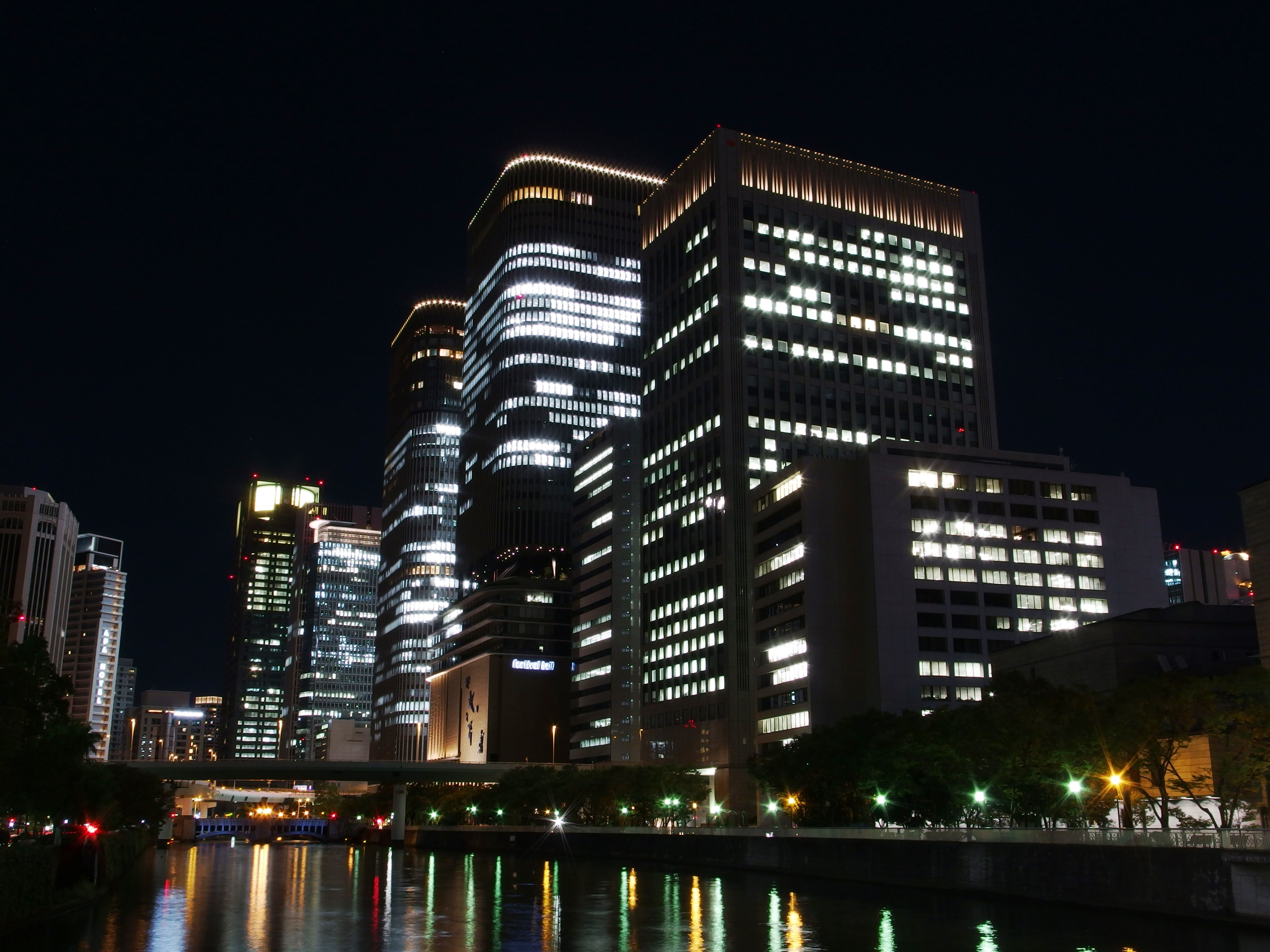
中之島二丁目（2019年9月）
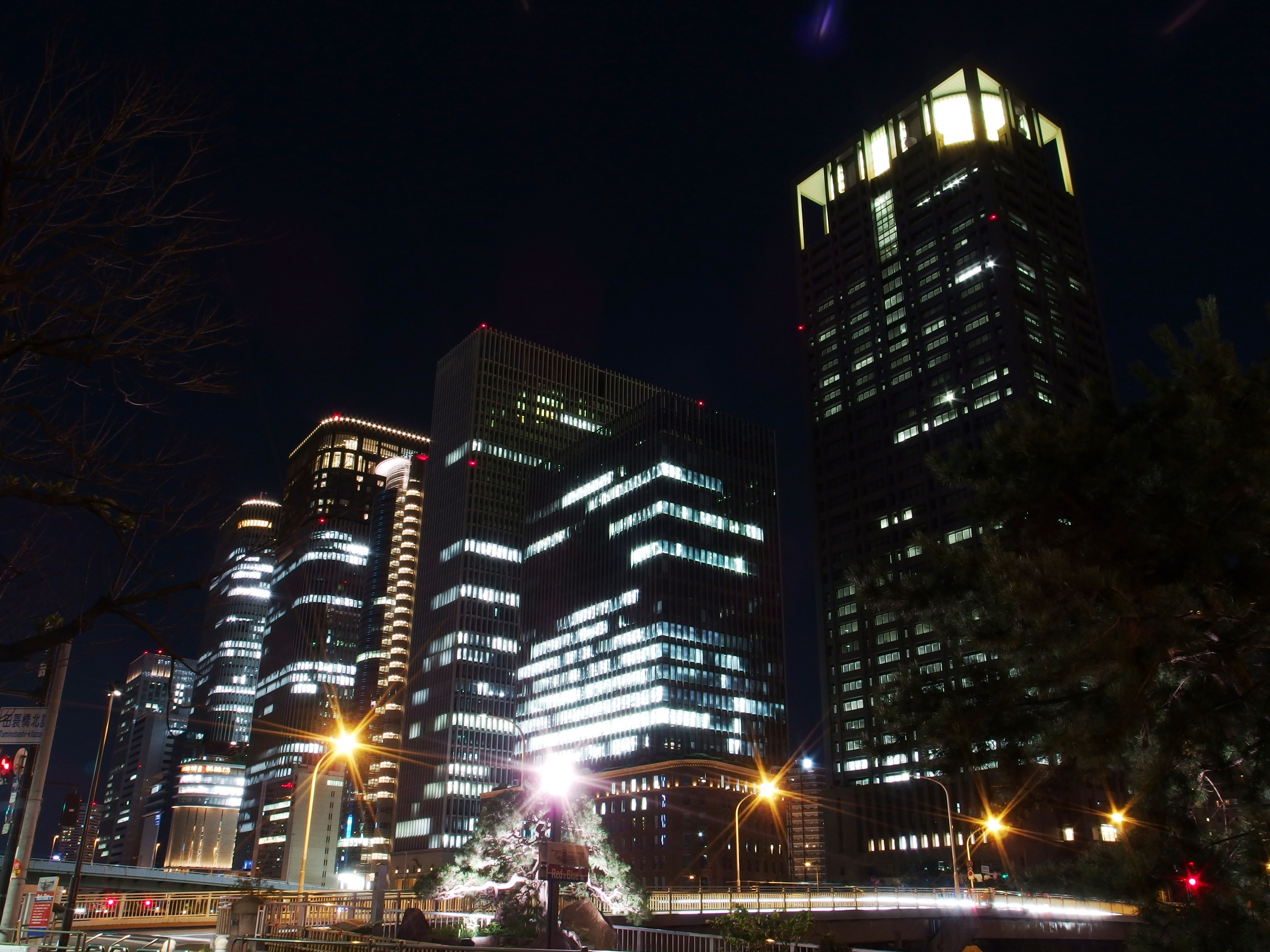
田蓑橋付近より

## その他

### 郵便番号
- 530-0005[3]（集配局：大阪北郵便局[42]）。なお、梅田スカイビルタワーイースト、梅田スカイビルタワーウエストは階毎に独自の郵便番号が付与されている。